# Campionatul Mondial de Handbal Masculin din 2023
Campionatul Mondial de Handbal Masculin din 2023 a fost cea de a XXVIII-a ediție a turneului organizat Federația Internațională de Handbal și a avut loc în perioada 11-29 ianuarie 2023, fiind găzduit de Polonia și Suedia.

## Alegerea gazdei
Opt națiuni și-au exprimat inițial interesul de a găzdui competiția:
- Coreea de Sud
- Franța
- Norvegia
- Polonia
- Slovacia
- Suedia
- Elveția
- Ungaria

Cu toate acestea, până la expirarea fazei de licitare la 15 aprilie 2015, doar trei națiuni și-au păstrat oferta pentru găzduirea acestui eveniment. La 21 aprilie 2015 s-a anunțat că Polonia și Suedia au căzut de acord să găzduiască împreună această competiție:
- Ungaria
- Polonia/ Suedia

Decizia a fost stabilită pentru 4 iunie 2015, dar congresul a fost mutat la 6 noiembrie 2015. Polonia și Suedia au fost alese ca țări-gazdă.

## Sălile
Turneul va avea loc în 9 orașe: patru în Polonia (Katowice, Płock, Cracovia și Gdańsk) și cinci în Suedia (Stockholm, Malmö, Göteborg, Jönköping și Kristiansand). Meciul de deschidere se va desfășura la Katowice, iar finala la Stockholm.
| Cracovia                    | Gdańsk                      | Stockholm              | Malmö                  | Göteborg               |
| --------------------------- | --------------------------- | ---------------------- | ---------------------- | ---------------------- |
| Tauron Arena                | Ergo Arena                  | Tele2 Arena            | Malmö Arena            | Scandinavium           |
| Capacitate: 15.030          | Capacitate: 11.409          | Capacitate: 20.000     | Capacitate: 12.600     | Capacitate: 12.044     |
|                             |                             |                        |                        |                        |
| GdańskPłockKatowiceCracovia | GdańskPłockKatowiceCracovia | StockholmMalmöGöteborg | StockholmMalmöGöteborg | StockholmMalmöGöteborg |
| Katowice                    | Płock                       | Jönköping              | Kristianstad           |                        |
| Spodek                      | Orlen Arena                 | Husqvarna Garden       | Kristianstad Arena     |                        |
| Capacitate: 11.036          | Capacitate: 5.492           | Capacitate: 7.000      | Capacitate: 4.700      |                        |
|                             |                             |                        |                        |                        |

## Turneele de calificare
Gazdele campionatului mondial și campioana mondială en titre au fost calificate direct. Conform regulamentului Federației Internaționale de Handbal, numărul de locuri obligatorii care se acordă fiecărei confederații de handbal continentale a fost împărțit după cum urmează: câte patru locuri fiecare pentru Africa, Asia și Europa. Datorită faptului că există mai mult de un organizator din aceeași confederație continentală (Europa), numărul locurilor obligatorii acordate confederației continentale respective a fost redus în consecință. Deci doar trei locuri obligatorii pentru Europa, în timp ce pentru Africa și Asia au fost păstrate cele patru locuri alocate. Începând din 2021, competiția pan-americană a fost împărțită în două zone: zona nord-americană și caraibiană cu un loc alocat, iar zona central și sud-americană cu trei locuri alocate. Un loc suplimentar este disponibil pentru Oceania, însă doar când una din echipele naționale din acea regiune se clasează cel puțin pe locul V la campionatul asiatic. Deoarece nici o echipă din Oceania nu a îndeplinit această condiție la Campionatul Asiatic din 2022, Federația Internațională de Handbal va acorda un wild card suplimentar. În plus, vor exista 12 locuri de performanță, care vor fi ocupate de echipele clasate pe locurile 1–12 la ediția precedentă a campionatului mondial. Ținând cont de clasamentul ediției 2021, 20 din cele 32 de locuri au fost distribuite după cum urmează:  
| Distribuția locurilor (conform regulamentului IHF) | Locuri disponibile | Detalii     | Comentarii |
| --- | ------------------ | ----------- | --- |
| Țări gazde 1 | 2                  |             | |
| Campioana mondială en titre 2 | 1                  |             | |
| Locuri de performanță pentru confederațiile continentale Pentru echipele clasate pe locurile 1-12 la ediția precedentă - Africa - Asia - Europa - America de Nord și Caraibe - America Centrală și de Sud - Oceania | 12                 | 1 9 0 1 0   | deoarece Egipt s-a clasat pe locul 7 la Campionatul Mondial din 2021 deoarece Qatar s-a clasat pe locul 8 la Campionatul Mondial din 2021 deoarece 9 echipe europene s-au clasat pe locurile 1-12 la Campionatul Mondial din 2021 deoarece Argentina s-a clasat pe locul 11 la Campionatul Mondial din 2021 |
| Locuri obligatorii pentru confederațiile continentale - Africa - Asia - Europa - America de Nord și Caraibe - America Centrală și de Sud - Oceania                                                                  | 16                 | 4 3 1 3 1 3 | 17 locuri obligatorii, cu unul mai puțin din cauză că există doi organizatori 4 locuri obligatorii, cu unul mai puțin din cauză că cei doi organizatori sunt din Europa loc alocat Oceaniei sau unui wild card suplimentar                                                                                  |
| Wild card 4 | 1                  |             | |
| Total | 32                 |             | |

1Toate federațiile gazdă au automat dreptul să participe la campionatul mondial. Dacă există mai mult de un organizator din aceeași confederație continentală, numărul locurilor obligatorii alocate acesteia este redus în consecință. Dacă există mai mult de un organizatori, iar organizatorii nu fac parte din aceeași confederație continentală, Consiliul IHF decide asupra reducerii numărului locurilor obligatorii reduction, luând în considerare doar locurile confederațiilor continentale implicate.
2Campioana mondială en titre se califică automat la următoarea ediție a campionatului mondial și, ca regulă, este plasată prima în clasamentul performanțelor. În cazul în care campioana mondială en titre este și gazda următorului campionat mondial, confederației continentale din care face parte campioana mondială i se alocă un loc în plus.
3Locul obligatoriu pentru Oceania depinde de îndeplinirea anumitor condiții. Confederației Continentale a Oceaniei nu i se alocă în mod obligatoriu un loc pentru a organiza turnee de calificare continentale. Confederația Continentală a Oceaniei este invitată să participe la turneele de calificare asiatice. Locul obligatoriu este acordat Oceaniei dacă o representativă din Oceania se clasează pe locul V sau mai sus în turneul de calificare asiatic. Dacă Oceania nu reușește să îndeplinească această condiție sau nu participă la calificări, Consiliul IHF Council acordă un wild card pentru acest loc.
4Un wild card este acordat de Consiliul IHF.
| Competiția                                        | Data                               | Locurile disponibile | Calificare                                                                                             |
| ------------------------------------------------- | ---------------------------------- | -------------------- | --- |
| Țara gazdă                                        | 6 noiembrie 2015                   | 2                    | Polonia · Suedia                                                                                       |
| Campionatul Mondial de Handbal Masculin din 2021  | 13–31 ianuarie 2021                | 1                    | Danemarca                                                                                              |
| Campionatul European de Handbal Masculin din 2022 | 13–30 ianuarie 2022                | 3                    | Spania · Franța · Norvegia                                                                             |
| Campionatul Asiatic de Handbal Masculin din 2022  | 18–31 ianuarie 2022                | 5                    | Arabia Saudită · Coreea de Sud · Bahrain · Iran · Qatar                                                |
| Campionatul Central și Sud-American din 2022      | 25–29 ianuarie 2022                | 4                    | Argentina · Brazilia · Chile · Uruguay                                                                 |
| Campionatul Nord-American și Caraibian din 2022   | 26–30 iunie 2022                   | 1                    | Statele Unite                                                                                          |
| Meciurile de baraj europene                       | 7 noiembrie 2021 – 16 aprilie 2022 | 9                    | Belgia · Croația · Germania · Macedonia de Nord · Ungaria · Islanda · Muntenegru · Portugalia · Serbia |
| Campionatul African de Handbal Masculin din 2022  | 11–18 iulie 2022                   | 5                    | Algeria · Capul Verde · Egipt · Maroc · Tunisia                                                        |
| Wildcard                                          | 28 iulie 2022                      | 1+1                  | Țările de Jos · Slovenia                                                                               |

## Echipele calificate
| Țara              | Calificată ca                                                        | Data obținerii calificării | Apariții anterioare în competiție1, 2 |
| ----------------- | -------------------------------------------------------------------- | -------------------------- | --- |
| Polonia           | Țară-gazdă                                                           | 6 ianuarie 2015            | 16 (1958, 1967, 1970, 1974, 1978, 1982, 1986, 1990, 2003, 2007, 2009, 2011, 2013, 2015, 2017, 2021)                                                             |
| Suedia            | Țară-gazdă                                                           | 6 noiembrie 2015           | 25 (1938, 1954, 1958, 1961, 1964, 1967, 1970, 1974, 1978, 1982, 1986, 1990, 1993, 1995, 1997, 1999, 2001, 2003, 2005, 2009, 2011, 2015, 2017, 2019, 2021)       |
| Danemarca         | Campioana Mondială                                                   | 29 ianuarie 2021           | 24 (1938, 1954, 1958, 1961, 1964, 1967, 1970, 1974, 1978, 1982, 1986, 1993, 1995, 1999, 2003, 2005, 2007, 2009, 2011, 2013, 2015, 2017, 2019, 2021)             |
| Arabia Saudită    | Semifinalistă la Campionatul Asiatic din 2022                        | 26 ianuarie 2022           | 9 (1997, 1999, 2001, 2003, 2009, 2013, 2015, 2017, 2019) |
| Bahrain           | Semifinalistă la Campionatul Asiatic din 2022                        | 24 ianuarie 2022           | 4 (2011, 2017, 2019, 2021) |
| Coreea de Sud     | Locul cinci la Campionatul Asiatic din 2022                          | 30 ianuarie 2022           | 13 (1986, 1990, 1993, 1995, 1997, 1999, 2001, 2007, 2009, 2011, 2013, 2019, 2021)                                                                               |
| Iran              | Semifinalistă la Campionatul Asiatic din 2022                        | 24 ianuarie 2022           | 1 (2015) |
| Qatar             | Semifinalistă la Campionatul Asiatic din 2022                        | 24 ianuarie 2022           | 8 (2003, 2005, 2007, 2013, 2015, 2017, 2019, 2021) |
| Spania            | Primele trei echipe la Campionatul European din 2022                 | 25 ianuarie 2022           | 21 (1958, 1974, 1978, 1982, 1986, 1990, 1993, 1995, 1997, 1999, 2001, 2003, 2005, 2007, 2009, 2011, 2013, 2015, 2017, 2019, 2021)                               |
| Franța            | Primele trei echipe la Campionatul European din 2022                 | 26 ianuarie 2022           | 23 (1954, 1958, 1961, 1964, 1967, 1970, 1978, 1990, 1993, 1995, 1997, 1999, 2001, 2003, 2005, 2007, 2009, 2011, 2013, 2015, 2017, 2019, 2021)                   |
| Norvegia          | Primele trei echipe la Campionatul European din 2022                 | 28 ianuarie 2022           | 16 (1958, 1961, 1964, 1967, 1970, 1993, 1997, 1999, 2001, 2005, 2007, 2009, 2011, 2017, 2019, 2021)                                                             |
| Argentina         | Primele patru echipe la Campionatul Sud-American și Central din 2022 | 26 ianuarie 2022           | 13 (1997, 1999, 2001, 2003, 2005, 2007, 2009, 2011, 2013, 2015, 2017, 2019, 2021)                                                                               |
| Brazilia          | Primele patru echipe la Campionatul Sud-American și Central din 2022 | 26 ianuarie 2022           | 15 (1958, 1995, 1997, 1999, 2001, 2003, 2005, 2007, 2009, 2011, 2013, 2015, 2017, 2019, 2021)                                                                   |
| Chile             | Primele patru echipe la Campionaul Sud-America și Central din 2022   | 26 ianuarie 2022           | 6 (2011, 2013, 2015, 2017, 2019, 2021) |
| Uruguay           | Primele patru echipe la Campionatul Sud-American și Central din 2022 | 26 ianuarie 2022           | 1 (2021) |
| Germania          | Barajele de calificare europene                                      | 16 aprilie 2022            | 26 (1938, 1954, 1958, 1961, 1964, 1967, 1970, 1974, 1978, 1982, 1986, 1990, 1993, 1995, 1999, 2001, 2003, 2005, 2007, 2009, 2011, 2013, 2015, 2017, 2019, 2021) |
| Belgia            | Barajele de calificare europene                                      | 19 martie 2022             | 0 (Debut) |
| Ungaria           | Barajele de calificare europene                                      | 16 aprilie 2022            | 21 (1958, 1964, 1967, 1970, 1974, 1978, 1982, 1986, 1990, 1993, 1995, 1997, 1999, 2003, 2007, 2009, 2011, 2013, 2017, 2019, 2021)                               |
| Croația           | Barajele de calificare europene                                      | 16 aprilie 2022            | 14 (1995, 1997, 1999, 2001, 2003, 2005, 2007, 2009, 2011, 2013, 2015, 2017, 2019, 2021)                                                                         |
| Islanda           | Barajele de calificare europene                                      | 16 aprilie 2022            | 21 (1958, 1961, 1964, 1970, 1974, 1978, 1986, 1990, 1993, 1995, 1997, 2001, 2003, 2005, 2007, 2011, 2013, 2015, 2017, 2019, 2021)                               |
| Macedonia de Nord | Barajele de calificare europene                                      | 17 aprilie 2022            | 7 (1999, 2009, 2013, 2015, 2017, 2019, 2021) |
| Muntenegru        | Barajele de calificare europene                                      | 17 aprilie 2022            | 1 (2013) |
| Serbia            | Barajele de calificare europene                                      | 16 aprilie 2022            | 4 (2009, 2011, 2013, 2019) |
| Portugalia        | Barajele de calificare europene                                      | 17 aprilie 2022            | 4 (1997, 2001, 2003, 2021) |
| Țările de Jos     | Wildcard                                                             | 28 iulie 2022              | 1 (1961) |
| Slovenia          | Wildcard                                                             | 28 iulie 2022              | 9 (1995, 2001, 2003, 2005, 2007, 2013, 2015, 2017, 2021) |
| Statele Unite     | Campioana Americii de Nord 2022                                      | 30 iunie 2022              | 6 (1964, 1970, 1974, 1993, 1995, 2001) |
| Tunisia           | Primele cinci la Campionatul African din 2022                        | 15 iulie 2022              | 16 (1967, 1995, 1997, 1999, 2001, 2003, 2005, 2007, 2009, 2011, 2013, 2015, 2017, 2019, 2021)                                                                   |
| Capul Verde       | Primele cinci la Campionatul African din 2022                        | 15 iulie 2022              | 1 (2021) |
| Algeria           | Primele cinci la Campionatul African din 2022                        | 18 iulie 2022              | 15 (1974, 1982, 1986, 1990, 1995, 1997, 1999, 2001, 2003, 2005, 2009, 2011, 2013, 2015, 2021)                                                                   |
| Maroc             | Primele cinci la Campionatul African din 2022                        | 15 iulie 2022              | 7 (1995, 1997, 1999, 2001, 2003, 2007, 2021) |
| Egipt             | Primele cinci la Campionatul African din 2022                        | 15 iulie 2022              | 16 (1964, 1993, 1995, 1997, 1999, 2001, 2003, 2005, 2007, 2009, 2011, 2013, 2015, 2017, 2019, 2021)                                                             |

1 litere aldine indică echipa campioană pentru acel an
2 litere italice indică țara gazdă pentru acel an 

## Parteneri IHF
| \| Parteneri ai campionatului \| Furnizori \| Furnizor norvegian \| Sponsori \| \| --------------------------------------------------------------------------------------------------------------------------------------------------------------------------------------------------------------------------------------------------------------------------------------------------------------------------------------------------------------------------------------------------------------------------------------------------------------------------------------------------------------------------------------------------------------------------------------------------------------------------------------------------------------------------------------------------------------------------------- \| ----------------------------------------------------------------------------------------------------------------------------------------------------------------------------------------------------------------------------------------------------------------------------------------------------------------------------------------------------------------------------------------- \| ------------------------------------------------------------------------------------------------------- \| ----------------------------------------------------------------- \| \| - Auto-Partner - Axelent - Banco Helvetia de España - Bendt Bil - Betsson - Bett1 - Billund Airport - Blåkläder - Boozt The Nordic Departament Store - Bring - Daikin - Disover și Weber by Saint-Gobain - EAB - EWII - Falken Tire - Filse Kompaniet - HF Følsgaard - Huk24 - Hydroscand - Jbs Bambus Strømper - JKE - Josera - Kaufmann - Lidl - Liquy Moly - Megawood - Mitsubishi Motors - Mr Green Sport - NOCCO - NorDan - Nordwest - Only - OK - Panasonic - Pluto TV by Paramount Global - Power Shoes - Quint - Regina Food Industries - Reuter.Com - RolloRieper - Schauinsland Reisen - Schwiess Helden - Sport 24 - SiliGom - Sønderjysk Forsikring - Türenheld - Trivago - Unibet - VVS Eksperten - Walbusch - Würth \| - Alterna - Bevego - Biokol - Skänefrö - CTS Eventim - Bauhaus - Deloitte - Eksjöhus - Elkedjan - Grupa Luxmed - Hylte Jakt & Lantman - Jetting - K Bygg - Mekonomen - Ministerul Sportului și Turismului din Polonia - O'Learys - Optimera - Orlen Group - PGNiG - Renta Maskinuthyrning - Ricoh - Scandic - Stena Recycling - Suzuki Polonia - Svenska Spel - Tecca - WP Sportowe Fatky \| - BOA Flooring - Gjensidige - Habo - Linnbad - Princessbutikken - Stillas Gruppen - System Blokk - Tess \| - Gerflor - Hummel International - Molten Corporation - Sportfive \| | | |                                                                   |
| Parteneri ai campionatului | Furnizori | Furnizor norvegian                                                                                      | Sponsori                                                          |
| - Auto-Partner - Axelent - Banco Helvetia de España - Bendt Bil - Betsson - Bett1 - Billund Airport - Blåkläder - Boozt The Nordic Departament Store - Bring - Daikin - Disover și Weber by Saint-Gobain - EAB - EWII - Falken Tire - Filse Kompaniet - HF Følsgaard - Huk24 - Hydroscand - Jbs Bambus Strømper - JKE - Josera - Kaufmann - Lidl - Liquy Moly - Megawood - Mitsubishi Motors - Mr Green Sport - NOCCO - NorDan - Nordwest - Only - OK - Panasonic - Pluto TV by Paramount Global - Power Shoes - Quint - Regina Food Industries - Reuter.Com - RolloRieper - Schauinsland Reisen - Schwiess Helden - Sport 24 - SiliGom - Sønderjysk Forsikring - Türenheld - Trivago - Unibet - VVS Eksperten - Walbusch - Würth | - Alterna - Bevego - Biokol - Skänefrö - CTS Eventim - Bauhaus - Deloitte - Eksjöhus - Elkedjan - Grupa Luxmed - Hylte Jakt & Lantman - Jetting - K Bygg - Mekonomen - Ministerul Sportului și Turismului din Polonia - O'Learys - Optimera - Orlen Group - PGNiG - Renta Maskinuthyrning - Ricoh - Scandic - Stena Recycling - Suzuki Polonia - Svenska Spel - Tecca - WP Sportowe Fatky | - BOA Flooring - Gjensidige - Habo - Linnbad - Princessbutikken - Stillas Gruppen - System Blokk - Tess | - Gerflor - Hummel International - Molten Corporation - Sportfive |

## Tragerea la sorți
Tragerea la sorți s-a desfășurat pe 2 iulie 2022, la sala Orchestrei Simfonice a Radioului Național Polonez în Katowice.

### Distribuția în urnele valorice
| Pot 1                                                                        | Pot 2                                                                                       | Pot 3                                                                                 | Pot 4                                                                                         |
| ---------------------------------------------------------------------------- | ------------------------------------------------------------------------------------------- | ------------------------------------------------------------------------------------- | --------------------------------------------------------------------------------------------- |
| Danemarca · Suedia · Spania · Franța · Norvegia · Islanda · Germania · Egipt | Qatar · Croația · Belgia · Brazilia · Portugalia · Polonia · Muntenegru · Macedonia de Nord | Serbia · Ungaria · Argentina · Bahrain · Arabia Saudită · Capul Verde · Chile · Maroc | Uruguay · Tunisia · Algeria · Iran · Coreea de Sud · Statele Unite · Țările de Jos · Slovenia |

### Distribuția
Fiecare țară gazdă a putut distribui câte o echipă calificată în câte un oraș gazdă. Astfel, Spania va juca în grupa A (la Cracovia), Norvegia în grupa F (la Cracovia), Danemarca în grupa H (la Malmö), Germania în grupa E (la Katowice), Islanda în grupa D (la Kristianstad) și Croația în grupa G (la Jönköping).
| Grupa A (Cracovia)                 | Grupa B (Katowice)                           | Grupa C (Göteborg)                        | Grupa D (Jönköping)                            | Grupa E (Katowice)                  | Grupa F (Cracovia)                                       | Grupa G (Kristianstad)                  | Grupa H (Malmö)                        |
| ---------------------------------- | -------------------------------------------- | ----------------------------------------- | ---------------------------------------------- | ----------------------------------- | -------------------------------------------------------- | --------------------------------------- | -------------------------------------- |
| Spania · Muntenegru · Iran · Chile | Franța · Polonia · Arabia Saudită · Slovenia | Suedia · Brazilia · Capul Verde · Uruguay | Islanda · Portugalia · Ungaria · Coreea de Sud | Germania · Qatar · Serbia · Algeria | Norvegia · Macedonia de Nord · Argentina · Țările de Jos | Egipt · Croația · Maroc · Statele Unite | Danemarca · Belgia · Bahrain · Tunisia |

## Arbitrii
Cele 25 perchi de arbitri au fost anunțate pe 16 noiembrie 2022.
| Arbitri               | Arbitri                                 |
| --------------------- | --------------------------------------- |
| Algeria               | Youcef Belkhiri Sid Ali Hamidi          |
| Argentina             | Julian Grillo Sebastián Lenci           |
| Argentina             | María Paolantoni Mariana García         |
| Bosnia și Herțegovina | Amar Konjičanin Dino Konjičanin         |
| Croația               | Matija Gubica Boris Milošević           |
| Cehia                 | Václav Horáček Jiří Novotný             |
| Danemarca             | Mads Hansen Jesper Madsen               |
| Egipt                 | Alaa Emam Hossam Hedaia                 |
| Franța                | Charlotte Bonaventura Julie Bonaventura |

| Arbitri           | Arbitri                          |
| ----------------- | -------------------------------- |
| Franța            | Karim Gasmi Raouf Gasmi          |
| Germania          | Robert Schulze Tobias Tönnies    |
| Germania          | Maike Merz Tanja Kuttler         |
| Ungaria           | Ádám Bíró Olivér Kiss            |
| Lituania          | Mindaugas Gatelis Vaidas Mažeika |
| Macedonia de Nord | Gjorgji Nachevski Slave Nikolov  |
| Muntenegru        | Ivan Pavićević Miloš Ražnatović  |
| Norvegia          | Håvard Kleven Lars Jørum         |

| Arbitri       | Arbitri                          |
| ------------- | -------------------------------- |
| Portugalia    | Duarte Santos Ricardo Fonseca    |
| Serbia        | Marko Sekulić Vladimir Jovandić  |
| Slovenia      | Bojan Lah David Sok              |
| Coreea de Sud | Koo Bon-ok Lee Se-ok             |
| Spania        | Ignacio García Andreu Marín      |
| Suedia        | Mirza Kurtagic Mattias Wetterwik |
| Elveția       | Arthur Brunner Morad Salah       |
| Turcia        | Kürșad Erdoğan Ibrahim Özdeniz   |

## Grupele preliminare

### Grupa A
| Loc | Echipa     | MJ | V | E | Î | GM | GP | DG  | Pct | Calificare         |
| --- | ---------- | -- | - | - | - | -- | -- | --- | --- | ------------------ |
| 1   | Spania     | 3  | 3 | 0 | 0 | 99 | 73 | +26 | 6   | Grupele principale |
| 2   | Muntenegru | 3  | 2 | 0 | 1 | 94 | 94 | 0   | 4   | Grupele principale |
| 3   | Iran       | 3  | 1 | 0 | 2 | 78 | 93 | −15 | 2   | Grupele principale |
| 4   | Chile      | 3  | 0 | 0 | 3 | 83 | 94 | −11 | 0   | Cupa președintelui |

| 12 ianuarie 2023 18:00 | Chile            | 24–25   | Iran     | Tauron Arena, Cracovia Asistență: 1007 Arbitri: Konjičanin, Konjičanin |
| 12 ianuarie 2023 18:00 | Er. Feuchtmann 6 | (11–13) | Oraei 7  | Tauron Arena, Cracovia Asistență: 1007 Arbitri: Konjičanin, Konjičanin |
| 12 ianuarie 2023 18:00 | 2×               | Raport  | 8× 2× 1× | Tauron Arena, Cracovia Asistență: 1007 Arbitri: Konjičanin, Konjičanin |

| 12 ianuarie 2023 20:30 | Spania      | 30–25   | Muntenegru | Tauron Arena, Cracovia Asistență: 1808 Arbitri: Brunner, Salah |
| 12 ianuarie 2023 20:30 | Odriozola 6 | (15–12) | Vujović7   | Tauron Arena, Cracovia Asistență: 1808 Arbitri: Brunner, Salah |
| 12 ianuarie 2023 20:30 | 4×          | Raport  | 6×         | Tauron Arena, Cracovia Asistență: 1808 Arbitri: Brunner, Salah |

| 14 ianuarie 2023 18:00 | Muntenegru | 34–31   | Iran             | Tauron Arena, Cracovia Asistență: 2600 Arbitri: Santos, Fonseca |
| 14 ianuarie 2023 18:00 | Vujović 10 | (19–16) | Oraei, Sadeghi 7 | Tauron Arena, Cracovia Asistență: 2600 Arbitri: Santos, Fonseca |
| 14 ianuarie 2023 18:00 | 2×         | Raport  | 4× 1×            | Tauron Arena, Cracovia Asistență: 2600 Arbitri: Santos, Fonseca |

| 14 ianuarie 2023 20:30 | Spania          | 34–26   | Chile            | Tauron Arena, Cracovia Asistență: 3150 Arbitri: Eman, Hedaia |
| 14 ianuarie 2023 20:30 | A. Dujshebaev 6 | (18–15) | Er. Feuchtmann 8 | Tauron Arena, Cracovia Asistență: 3150 Arbitri: Eman, Hedaia |
| 14 ianuarie 2023 20:30 | 3×              | Raport  | 4× 3×            | Tauron Arena, Cracovia Asistență: 3150 Arbitri: Eman, Hedaia |

| 16 ianuarie 2023 18:00 | Muntenegru    | 35–33   | Chile            | Tauron Arena, Cracovia Asistență: 1100 Arbitri: Özdeniz, Erdoğan |
| 16 ianuarie 2023 18:00 | M. Vujović 12 | (20–18) | Er. Feuchtmann 9 | Tauron Arena, Cracovia Asistență: 1100 Arbitri: Özdeniz, Erdoğan |
| 16 ianuarie 2023 18:00 | 6× 2× 1×      | Raport  | 1×               | Tauron Arena, Cracovia Asistență: 1100 Arbitri: Özdeniz, Erdoğan |

| 16 ianuarie 2023 20:30 | Iran            | 22–35   | Spania             | Tauron Arena, Cracovia Asistență: 1403 Arbitri: Koo, Lee |
| 16 ianuarie 2023 20:30 | Trei jucători 4 | (11–21) | Dujshebaev, Solé 6 | Tauron Arena, Cracovia Asistență: 1403 Arbitri: Koo, Lee |
| 16 ianuarie 2023 20:30 | 4× 1×           | Raport  | 2×                 | Tauron Arena, Cracovia Asistență: 1403 Arbitri: Koo, Lee |

### Grupa B
| Loc | Echipa         | MJ | V | E | Î | GM  | GP  | DG  | Pct | Calificare         |
| --- | -------------- | -- | - | - | - | --- | --- | --- | --- | ------------------ |
| 1   | Franța         | 3  | 3 | 0 | 0 | 102 | 78  | +24 | 6   | Grupele principale |
| 2   | Slovenia       | 3  | 2 | 0 | 1 | 96  | 77  | +19 | 4   | Grupele principale |
| 3   | Polonia (H)    | 3  | 1 | 0 | 2 | 74  | 82  | −8  | 2   | Grupele principale |
| 4   | Arabia Saudită | 3  | 0 | 0 | 3 | 66  | 101 | −35 | 0   | Cupa președintelui |

| 11 ianuarie 2023 21:00 | Franța | 26–24   | Polonia | Spodek, Katowice Asistență: 9999 Arbitri: Kurtagic, Wetterwik |
| 11 ianuarie 2023 21:00 | Mahé 5 | (14–13) | Sićko 7 | Spodek, Katowice Asistență: 9999 Arbitri: Kurtagic, Wetterwik |
| 11 ianuarie 2023 21:00 | 1× 4×  | Raport  | 1× 2×   | Spodek, Katowice Asistență: 9999 Arbitri: Kurtagic, Wetterwik |

| 12 ianuarie 2023 20:30 | Arabia Saudită | 19–33  | Slovenia | Spodek, Katowice Asistență: 1371 Arbitri: Erdoğan, Özdeniz |
| 12 ianuarie 2023 20:30 | Al-Muwalkad 4  | (8–16) | Janc 6   | Spodek, Katowice Asistență: 1371 Arbitri: Erdoğan, Özdeniz |
| 12 ianuarie 2023 20:30 | 4× 1×          | Raport | 4×       | Spodek, Katowice Asistență: 1371 Arbitri: Erdoğan, Özdeniz |

| 14 ianuarie 2023 18:00 | Franța  | 41–23   | Arabia Saudită | Spodek, Katowice Asistență: 6200 Arbitri: Koo, Lee |
| 14 ianuarie 2023 18:00 | Lenne 8 | (24–14) | Al-Salem 5     | Spodek, Katowice Asistență: 6200 Arbitri: Koo, Lee |
| 14 ianuarie 2023 18:00 | 1×      | Raport  | 3× 1×          | Spodek, Katowice Asistență: 6200 Arbitri: Koo, Lee |

| 14 ianuarie 2023 20:30 | Polonia  | 23–32   | Slovenia  | Spodek, Katowice Asistență: 9999 Arbitri: Horáček, Novotný |
| 14 ianuarie 2023 20:30 | Moryto 6 | (11–17) | Dolonec 7 | Spodek, Katowice Asistență: 9999 Arbitri: Horáček, Novotný |
| 14 ianuarie 2023 20:30 | 5×       | Raport  | 6×        | Spodek, Katowice Asistență: 9999 Arbitri: Horáček, Novotný |

| 16 ianuarie 2023 18:00 | Slovenia | 31–35   | Franța                | Spodek, Katowice Asistență: 6,400 Arbitri: Brunner, Salah |
| 16 ianuarie 2023 18:00 | Vlah 9   | (14–16) | Kentin Mahé, Remili 7 | Spodek, Katowice Asistență: 6,400 Arbitri: Brunner, Salah |
| 16 ianuarie 2023 18:00 | 3× 1×    | Raport  | 6×                    | Spodek, Katowice Asistență: 6,400 Arbitri: Brunner, Salah |

| 16 ianuarie 2023 20:30 | Polonia  | 27–24   | Arabia Saudită | Spodek, Katowice Asistență: 9999 Arbitri: Santos, Fonseca |
| 16 ianuarie 2023 20:30 | Moryto 9 | (13–12) | Al-Abbas 5     | Spodek, Katowice Asistență: 9999 Arbitri: Santos, Fonseca |
| 16 ianuarie 2023 20:30 | 7×       | Raport  | 1×             | Spodek, Katowice Asistență: 9999 Arbitri: Santos, Fonseca |

### Grupa C
| Loc | Echipa      | MJ | V | E | Î | GM  | GP  | DG  | Pct | Calificare         |
| --- | ----------- | -- | - | - | - | --- | --- | --- | --- | ------------------ |
| 1   | Suedia (H)  | 3  | 3 | 0 | 0 | 107 | 57  | +50 | 6   | Grupele principale |
| 2   | Brazilia    | 3  | 2 | 0 | 1 | 83  | 78  | +5  | 4   | Grupele principale |
| 3   | Capul Verde | 3  | 1 | 0 | 2 | 88  | 89  | −1  | 2   | Grupele principale |
| 4   | Uruguay     | 3  | 0 | 0 | 3 | 61  | 115 | −54 | 0   | Cupa președintelui |

| 12 ianuarie 2023 18:00 | Capul Verde | 33–25   | Uruguay           | Scandinavium, Göteborg Asistență: 6312 Arbitri: Merz, Kuttler |
| 12 ianuarie 2023 18:00 | Fajardo 6   | (17–11) | Rostagno, Rubbo 5 | Scandinavium, Göteborg Asistență: 6312 Arbitri: Merz, Kuttler |
| 12 ianuarie 2023 18:00 | 2×          | Raport  | 1×                | Scandinavium, Göteborg Asistență: 6312 Arbitri: Merz, Kuttler |

| 12 ianuarie 2023 20:30 | Suedia         | 26–18  | Brazilia    | Scandinavium, Göteborg Asistență: 11627 Arbitri: Lah, Sok |
| 12 ianuarie 2023 20:30 | Gottfridsson 6 | (11–9) | Rodrigues 4 | Scandinavium, Göteborg Asistență: 11627 Arbitri: Lah, Sok |
| 12 ianuarie 2023 20:30 | 3×             | Raport | 3× 1×       | Scandinavium, Göteborg Asistență: 11627 Arbitri: Lah, Sok |

| 14 ianuarie 2023 18:00 | Brazilia    | 35–24   | Uruguay   | Scandinavium, Göteborg Arbitri: Sekulić, Jovandić |
| 14 ianuarie 2023 18:00 | Hackbarth 7 | (19–10) | Capello 5 | Scandinavium, Göteborg Arbitri: Sekulić, Jovandić |
| 14 ianuarie 2023 18:00 | 4× 1×       | Raport  | 1×        | Scandinavium, Göteborg Arbitri: Sekulić, Jovandić |

| 14 ianuarie 2023 20:30 | Suedia                 | 34–27  | Capul Verde         | Scandinavium, Göteborg Asistență: 11750 Arbitri: K. Gasmi, R. Gasmi |
| 14 ianuarie 2023 20:30 | D. Pettersson, Wanne 5 | (19–8) | F. Landim, Moreno 6 | Scandinavium, Göteborg Asistență: 11750 Arbitri: K. Gasmi, R. Gasmi |
| 14 ianuarie 2023 20:30 | 1×                     | Raport | 5×                  | Scandinavium, Göteborg Asistență: 11750 Arbitri: K. Gasmi, R. Gasmi |

| 16 ianuarie 2023 18:00 | Brazilia | 30–28   | Capul Verde | Scandinavium, Göteborg Asistență: 5191 Arbitri: Kleven, Jørum |
| 16 ianuarie 2023 18:00 | Dupoux 7 | (17–15) | Moreno 7    | Scandinavium, Göteborg Asistență: 5191 Arbitri: Kleven, Jørum |
| 16 ianuarie 2023 18:00 | 2×       | Raport  | 4×          | Scandinavium, Göteborg Asistență: 5191 Arbitri: Kleven, Jørum |

| 16 ianuarie 2023 20:30 | Uruguay  | 12–47  | Suedia       | Scandinavium, Göteborg Asistență: 9051 Arbitri: Belkhiri, Hamidi |
| 16 ianuarie 2023 20:30 | Agrela 5 | (8–25) | Johansson 11 | Scandinavium, Göteborg Asistență: 9051 Arbitri: Belkhiri, Hamidi |
| 16 ianuarie 2023 20:30 | 3×       | Raport | 3×           | Scandinavium, Göteborg Asistență: 9051 Arbitri: Belkhiri, Hamidi |

### Grupa D
| Loc | Echipa        | MJ | V | E | Î | GM | GP  | DG  | Pct | Calificare         |
| --- | ------------- | -- | - | - | - | -- | --- | --- | --- | ------------------ |
| 1   | Portugalia    | 3  | 2 | 0 | 1 | 85 | 74  | +11 | 4   | Grupele principale |
| 2   | Islanda       | 3  | 2 | 0 | 1 | 96 | 81  | +15 | 4   | Grupele principale |
| 3   | Ungaria       | 3  | 2 | 0 | 1 | 85 | 82  | +3  | 4   | Grupele principale |
| 4   | Coreea de Sud | 3  | 0 | 0 | 3 | 76 | 105 | −29 | 0   | Cupa președintelui |

1. 1 2 3  Portugal 2 Pt, +3, Iceland 2 Pt, +2, Hungary 2 Pt, −5

| 12 ianuarie 2023 18:00 | Ungaria | 35–27   | Coreea de Sud   | Husqvarna Garden, Jönköping Asistență: 2738 Arbitri: Belkhiri, Ali Hamidi |
| 12 ianuarie 2023 18:00 | Lékai 7 | (21–11) | trei jucători 5 | Husqvarna Garden, Jönköping Asistență: 2738 Arbitri: Belkhiri, Ali Hamidi |
| 12 ianuarie 2023 18:00 | 8× 1×   | Raport  | 3× 2×           | Husqvarna Garden, Jönköping Asistență: 2738 Arbitri: Belkhiri, Ali Hamidi |

| 12 ianuarie 2023 20:30 | Islanda   | 30–26   | Portugalia | Husqvarna Garden, Jönköping Asistență: 2738 Arbitri: Schulze, Tönnies |
| 12 ianuarie 2023 20:30 | Elísson 9 | (15–15) | Portela 8  | Husqvarna Garden, Jönköping Asistență: 2738 Arbitri: Schulze, Tönnies |
| 12 ianuarie 2023 20:30 | 3× 1× 5×  | Raport  | 1×         | Husqvarna Garden, Jönköping Asistență: 2738 Arbitri: Schulze, Tönnies |

| 14 ianuarie 2023 18:00 | Portugalia | 32–24   | Coreea de Sud | Husqvarna Garden, Jönköping Asistență: 4615 Arbitri: Pavićević, Ražnatović |
| 14 ianuarie 2023 18:00 | Gomes 7    | (15–12) | Lee H. 4      | Husqvarna Garden, Jönköping Asistență: 4615 Arbitri: Pavićević, Ražnatović |
| 14 ianuarie 2023 18:00 | 5×         | Raport  | 3×            | Husqvarna Garden, Jönköping Asistență: 4615 Arbitri: Pavićević, Ražnatović |

| 14 ianuarie 2023 20:30 | Islanda   | 28–30   | Ungaria  | Husqvarna Garden, Jönköping Asistență: 4615 Arbitri: C. Bonaventura, J. Bonaventura |
| 14 ianuarie 2023 20:30 | Elísson 9 | (17–12) | Ancsin 6 | Husqvarna Garden, Jönköping Asistență: 4615 Arbitri: C. Bonaventura, J. Bonaventura |
| 14 ianuarie 2023 20:30 | 3×        | Raport  | 5× 1×    | Husqvarna Garden, Jönköping Asistență: 4615 Arbitri: C. Bonaventura, J. Bonaventura |

| 16 ianuarie 2023 18:00 | Coreea de Sud  | 25–38   | Islanda        | Kristianstad Arena, Kristianstad Asistență: 3,608 Arbitri: Merz, Kuttler |
| 16 ianuarie 2023 18:00 | Kang, Kim Y. 4 | (13–19) | Ríkharðsson 11 | Kristianstad Arena, Kristianstad Asistență: 3,608 Arbitri: Merz, Kuttler |
| 16 ianuarie 2023 18:00 | 4×             | Raport  | 4× 1×          | Kristianstad Arena, Kristianstad Asistență: 3,608 Arbitri: Merz, Kuttler |

| 16 ianuarie 2023 20:30 | Portugalia | 27–20  | Ungaria | Kristianstad Arena, Kristianstad Asistență: 3608 Arbitri: Nacevski, Nikolov |
| 16 ianuarie 2023 20:30 | Costa 6    | (16–9) | Bobó 5  | Kristianstad Arena, Kristianstad Asistență: 3608 Arbitri: Nacevski, Nikolov |
| 16 ianuarie 2023 20:30 | 2× 1×      | Raport | 3× 1×   | Kristianstad Arena, Kristianstad Asistență: 3608 Arbitri: Nacevski, Nikolov |

### Grupa E
| Loc | Echipa   | MJ | V | E | Î | GM  | GP  | DG  | Pct | Calificare         |
| --- | -------- | -- | - | - | - | --- | --- | --- | --- | ------------------ |
| 1   | Germania | 3  | 3 | 0 | 0 | 102 | 81  | +21 | 6   | Grupele principale |
| 2   | Serbia   | 3  | 2 | 0 | 1 | 103 | 85  | +18 | 4   | Grupele principale |
| 3   | Qatar    | 3  | 1 | 0 | 2 | 80  | 89  | −9  | 2   | Grupele principale |
| 4   | Algeria  | 3  | 0 | 0 | 3 | 72  | 102 | −30 | 0   | Cupa președintelui |

| 13 ianuarie 2023 18:00 | Germania | 31–27   | Qatar    | Spodek, Katowice Asistență: 3500 Arbitri: Milošević, Gubica |
| 13 ianuarie 2023 18:00 | Knorr 8  | (18–23) | Capote 5 | Spodek, Katowice Asistență: 3500 Arbitri: Milošević, Gubica |
| 13 ianuarie 2023 18:00 | 1×       | Raport  | 4× 1×    | Spodek, Katowice Asistență: 3500 Arbitri: Milošević, Gubica |

| 13 ianuarie 2023 20:30 | Serbia     | 36–27   | Algeria | Spodek, Katowice Asistență: 3500 Arbitri: Gatelis, Mažeika |
| 13 ianuarie 2023 20:30 | Marsenić 9 | (16–13) | Arib 5  | Spodek, Katowice Asistență: 3500 Arbitri: Gatelis, Mažeika |
| 13 ianuarie 2023 20:30 | 4×         | Raport  | 4× 1×   | Spodek, Katowice Asistență: 3500 Arbitri: Gatelis, Mažeika |

| 15 ianuarie 2023 18:00 | Germania  | 34–33   | Serbia  | Spodek, Katowice Asistență: 4600 Arbitri: Hansen, Madsen |
| 15 ianuarie 2023 18:00 | Mertens 7 | (19–17) | Kukić 7 | Spodek, Katowice Asistență: 4600 Arbitri: Hansen, Madsen |
| 15 ianuarie 2023 18:00 | 5× 1×     | Raport  | 2× 1×   | Spodek, Katowice Asistență: 4600 Arbitri: Hansen, Madsen |

| 15 ianuarie 2023 20:30 | Qatar             | 29–24   | Algeria       | Spodek, Katowice Asistență: 3200 Arbitri: Emam, Hedaia |
| 15 ianuarie 2023 20:30 | Gačević, Madadi 7 | (12–11) | Abdi, Daoud 5 | Spodek, Katowice Asistență: 3200 Arbitri: Emam, Hedaia |
| 15 ianuarie 2023 20:30 | 4× 2×             | Raport  | 3×            | Spodek, Katowice Asistență: 3200 Arbitri: Emam, Hedaia |

| 17 ianuarie 2023 18:00 | Algeria | 21–37  | Germania      | Spodek, Katowice Asistență: 2.350 Arbitri: Biró, Kiss |
| 17 ianuarie 2023 18:00 | Abdi 5  | (9–16) | Kohlbacher 10 | Spodek, Katowice Asistență: 2.350 Arbitri: Biró, Kiss |
| 17 ianuarie 2023 18:00 | 2× 1×   | Raport | 1×            | Spodek, Katowice Asistență: 2.350 Arbitri: Biró, Kiss |

| 17 ianuarie 2023 20:30 | Qatar           | 24–34   | Serbia        | Spodek, Katowice Asistență: 1.800 Arbitri: Horáček, Novotný |
| 17 ianuarie 2023 20:30 | trei jucători 5 | (14–17) | Radivojević 7 | Spodek, Katowice Asistență: 1.800 Arbitri: Horáček, Novotný |
| 17 ianuarie 2023 20:30 | 3×              | Raport  | 4× 2×         | Spodek, Katowice Asistență: 1.800 Arbitri: Horáček, Novotný |

### Grupa F
| Loc | Echipa            | MJ | V | E | Î | GM | GP  | DG  | Pct | Calificare         |
| --- | ----------------- | -- | - | - | - | -- | --- | --- | --- | ------------------ |
| 1   | Norvegia          | 3  | 3 | 0 | 0 | 98 | 74  | +24 | 6   | Grupele principale |
| 2   | Țările de Jos     | 3  | 2 | 0 | 1 | 89 | 70  | +19 | 4   | Grupele principale |
| 3   | Argentina         | 3  | 1 | 0 | 2 | 75 | 87  | −12 | 2   | Grupele principale |
| 4   | Macedonia de Nord | 3  | 0 | 0 | 3 | 77 | 108 | −31 | 0   | Cupa președintelui |

| 13 ianuarie 2023 18:00 | Argentina         | 19–29   | Țările de Jos | Tauron Arena, Cracovia Asistență: 2418 Arbitri: Madsen, Hansen |
| 13 ianuarie 2023 18:00 | Parker, Simonet 5 | (11–14) | Smits 7       | Tauron Arena, Cracovia Asistență: 2418 Arbitri: Madsen, Hansen |
| 13 ianuarie 2023 18:00 | 3× 1×             | Raport  | 3× 1×         | Tauron Arena, Cracovia Asistență: 2418 Arbitri: Madsen, Hansen |

| 13 ianuarie 2023 20:30 | Norvegia               | 39–27   | Macedonia de Nord | Tauron Arena, Cracovia Asistență: 4048 Arbitri: Bíró, Kiss |
| 13 ianuarie 2023 20:30 | Abelvik Rød, Sagosen 6 | (18–11) | Taleski 7         | Tauron Arena, Cracovia Asistență: 4048 Arbitri: Bíró, Kiss |
| 13 ianuarie 2023 20:30 | Raport                 |         |                   | Tauron Arena, Cracovia Asistență: 4048 Arbitri: Bíró, Kiss |

| 15 ianuarie 2023 18:00 | Macedonia de Nord       | 24–34   | Țările de Jos | Tauron Arena, Cracovia Asistență: 3300 Arbitri: Kurtagic, Wetterwik |
| 15 ianuarie 2023 18:00 | Kuzmanovski, Peševski 4 | (11–18) | Smits 10      | Tauron Arena, Cracovia Asistență: 3300 Arbitri: Kurtagic, Wetterwik |
| 15 ianuarie 2023 18:00 | 2×                      | Raport  | 5× 1×         | Tauron Arena, Cracovia Asistență: 3300 Arbitri: Kurtagic, Wetterwik |

| 15 ianuarie 2023 20:30 | Norvegia        | 32–21   | Argentina | Tauron Arena, Cracovia Asistență: 3750 Arbitri: A. Konjičanin, D. Konjičanin |
| 15 ianuarie 2023 20:30 | trei jucători 5 | (16–12) | Simonet 7 | Tauron Arena, Cracovia Asistență: 3750 Arbitri: A. Konjičanin, D. Konjičanin |
| 15 ianuarie 2023 20:30 | 2×              | Raport  | 5×        | Tauron Arena, Cracovia Asistență: 3750 Arbitri: A. Konjičanin, D. Konjičanin |

| 17 ianuarie 2023 18:00 | Macedonia de Nord | 26–35   | Argentina    | Tauron Arena, Cracovia Asistență: 2.214 Arbitri: Gatelis, Mažeika |
| 17 ianuarie 2023 18:00 | Taleski 5         | (11–18) | D. Simonet 8 | Tauron Arena, Cracovia Asistență: 2.214 Arbitri: Gatelis, Mažeika |
| 17 ianuarie 2023 18:00 | 1×                | Raport  | 2× 1×        | Tauron Arena, Cracovia Asistență: 2.214 Arbitri: Gatelis, Mažeika |

| 17 ianuarie 2023 20:30 | Țările de Jos | 26–27   | Norvegia  | Tauron Arena, Cracovia Asistență: 2.750 Arbitri: Gubica, Milošević |
| 17 ianuarie 2023 20:30 | Smits 7       | (17–13) | Sagosen 7 | Tauron Arena, Cracovia Asistență: 2.750 Arbitri: Gubica, Milošević |
| 17 ianuarie 2023 20:30 | 3× 1×         | Raport  |           | Tauron Arena, Cracovia Asistență: 2.750 Arbitri: Gubica, Milošević |

### Grupa G
| Loc | Echipa        | MJ | V | E | Î | GM | GP  | DG  | Pct | Calificare         |
| --- | ------------- | -- | - | - | - | -- | --- | --- | --- | ------------------ |
| 1   | Egipt         | 3  | 3 | 0 | 0 | 96 | 57  | +39 | 6   | Grupele principale |
| 2   | Croația       | 3  | 2 | 0 | 1 | 98 | 77  | +21 | 4   | Grupele principale |
| 3   | Maroc         | 3  | 0 | 0 | 3 | 70 | 94  | −24 | 0   | Grupele principale |
| 4   | Statele Unite | 3  | 1 | 0 | 2 | 66 | 102 | −36 | 2   | Cupa președintelui |

| 13 ianuarie 2023 18:00 | Maroc       | 27–28   | Statele Unite | Kristianstad Arena, Kristianstad Asistență: 4817 Arbitri: Kleven, Jørum |
| 13 ianuarie 2023 18:00 | Harchaoui 5 | (12–12) | Fofana 6      | Kristianstad Arena, Kristianstad Asistență: 4817 Arbitri: Kleven, Jørum |
| 13 ianuarie 2023 18:00 | 5× 1×       | Raport  | 5× 1×         | Kristianstad Arena, Kristianstad Asistență: 4817 Arbitri: Kleven, Jørum |

| 13 ianuarie 2023 20:30 | Egipt     | 31–22   | Croația | Kristianstad Arena, Kristianstad Asistență: 5200 Arbitri: García, Marín |
| 13 ianuarie 2023 20:30 | Mahmoud 7 | (16–12) | Šipić 5 | Kristianstad Arena, Kristianstad Asistență: 5200 Arbitri: García, Marín |
| 13 ianuarie 2023 20:30 | 2×        | Raport  | 5× 2×   | Kristianstad Arena, Kristianstad Asistență: 5200 Arbitri: García, Marín |

| 15 ianuarie 2023 18:00 | Egipt    | 29–19  | Maroc   | Kristianstad Arena, Kristianstad Asistență: 3304 Arbitri: Grillo, Lenci |
| 15 ianuarie 2023 18:00 | Kaddah 7 | (13–9) | Lakbi 5 | Kristianstad Arena, Kristianstad Asistență: 3304 Arbitri: Grillo, Lenci |
| 15 ianuarie 2023 18:00 | 1×       | Raport | 4× 1×   | Kristianstad Arena, Kristianstad Asistență: 3304 Arbitri: Grillo, Lenci |

| 15 ianuarie 2023 20:30 | Croația   | 40–22   | Statele Unite | Kristianstad Arena, Kristianstad Asistență: 3423 Arbitri: Paolantoni, García |
| 15 ianuarie 2023 20:30 | Karačić 8 | (20–10) | Hines 6       | Kristianstad Arena, Kristianstad Asistență: 3423 Arbitri: Paolantoni, García |
| 15 ianuarie 2023 20:30 | 2× 1×     | Raport  | 3×            | Kristianstad Arena, Kristianstad Asistență: 3423 Arbitri: Paolantoni, García |

| 17 ianuarie 2023 18:00 | Statele Unite    | 16–35  | Egipt            | Kristianstad Arena, Kristianstad Asistență: 2.603 Arbitri: Sekulić, Jovandić |
| 17 ianuarie 2023 18:00 | Amitović, Chan 4 | (7–19) | patru jucători 4 | Kristianstad Arena, Kristianstad Asistență: 2.603 Arbitri: Sekulić, Jovandić |
| 17 ianuarie 2023 18:00 | 2× 1×            | Raport | 2×               | Kristianstad Arena, Kristianstad Asistență: 2.603 Arbitri: Sekulić, Jovandić |

| 17 ianuarie 2023 20:30 | Croația   | 36–24   | Maroc                 | Kristianstad Arena, Kristianstad Asistență: 2.617 Arbitri: C. Bonaventura, J. Bonventura |
| 17 ianuarie 2023 20:30 | Cindrić 9 | (15–13) | El Hakimy, Rezzouki 5 | Kristianstad Arena, Kristianstad Asistență: 2.617 Arbitri: C. Bonaventura, J. Bonventura |
| 17 ianuarie 2023 20:30 | 4× 1×     | Raport  | 4×                    | Kristianstad Arena, Kristianstad Asistență: 2.617 Arbitri: C. Bonaventura, J. Bonventura |

### Grupa H
| Loc | Echipa    | MJ | V | E | Î | GM  | GP  | DG  | Pct | Calificare         |
| --- | --------- | -- | - | - | - | --- | --- | --- | --- | ------------------ |
| 1   | Danemarca | 3  | 3 | 0 | 0 | 113 | 70  | +43 | 6   | Grupele principale |
| 2   | Bahrain   | 3  | 1 | 1 | 1 | 78  | 91  | −13 | 3   | Grupele principale |
| 3   | Belgia    | 3  | 1 | 0 | 2 | 87  | 102 | −15 | 2   | Grupele principale |
| 4   | Tunisia   | 3  | 0 | 1 | 2 | 77  | 92  | −15 | 1   | Cupa președintelui |

| 13 ianuarie 2023 18:00 | Bahrain  | 27–27   | Tunisia | Malmö Arena, Malmö Asistență: 8.870 Arbitri: Nacevski, Nikolov |
| 13 ianuarie 2023 18:00 | Jalal 10 | (16–15) | Rzig 8  | Malmö Arena, Malmö Asistență: 8.870 Arbitri: Nacevski, Nikolov |
| 13 ianuarie 2023 18:00 | 2× 1×    | Raport  | 3× 1×   | Malmö Arena, Malmö Asistență: 8.870 Arbitri: Nacevski, Nikolov |

| 13 ianuarie 2023 20:30 | Danemarca    | 43–28   | Belgia   | Malmö Arena, Malmö Asistență: 12.426 Arbitri: Paolantoni, Garcia |
| 13 ianuarie 2023 20:30 | M. Hansen 10 | (22–15) | Brixhe 5 | Malmö Arena, Malmö Asistență: 12.426 Arbitri: Paolantoni, Garcia |
| 13 ianuarie 2023 20:30 | 2× 1×        | Raport  | 5×       | Malmö Arena, Malmö Asistență: 12.426 Arbitri: Paolantoni, Garcia |

| 15 ianuarie 2023 18:00 | Belgia   | 31–29   | Tunisia | Malmö Arena, Malmö Asistență: 1.023 Arbitri: García, Marín |
| 15 ianuarie 2023 18:00 | Qerimi 6 | (17–16) | Maoua 4 | Malmö Arena, Malmö Asistență: 1.023 Arbitri: García, Marín |
| 15 ianuarie 2023 18:00 | 6×       | Raport  | 2× 1×   | Malmö Arena, Malmö Asistență: 1.023 Arbitri: García, Marín |

| 15 ianuarie 2023 20:30 | Danemarca | 36–21  | Bahrain    | Malmö Arena, Malmö Asistență: 10.566 Arbitri: Schulze, Tönnies |
| 15 ianuarie 2023 20:30 | Gidsel 9  | (16–9) | A. Merza 5 | Malmö Arena, Malmö Asistență: 10.566 Arbitri: Schulze, Tönnies |
| 15 ianuarie 2023 20:30 |           | Raport | 2×         | Malmö Arena, Malmö Asistență: 10.566 Arbitri: Schulze, Tönnies |

| 17 ianuarie 2023 18:00 | Belgia    | 28–30   | Bahrain    | Malmö Arena, Malmö Asistență: 9.350 Arbitri: Grillo, Lenci |
| 17 ianuarie 2023 18:00 | Kotters 8 | (12–15) | A. Merza 6 | Malmö Arena, Malmö Asistență: 9.350 Arbitri: Grillo, Lenci |
| 17 ianuarie 2023 18:00 | 3× 1×     | Raport  | 5×         | Malmö Arena, Malmö Asistență: 9.350 Arbitri: Grillo, Lenci |

| 17 ianuarie 2023 20:30 | Tunisia   | 21–34   | Danemarca | Malmö Arena, Malmö Asistență: 10.143 Arbitri: Pavićević, Ražnatović |
| 17 ianuarie 2023 20:30 | Darmoul 6 | (14–19) | Gidsel 8  | Malmö Arena, Malmö Asistență: 10.143 Arbitri: Pavićević, Ražnatović |
| 17 ianuarie 2023 20:30 | 3× 1×     | Raport  | 2×        | Malmö Arena, Malmö Asistență: 10.143 Arbitri: Pavićević, Ražnatović |

## Cupa președintelui

### Grupa I
| Loc | Echipa         | MJ | V | E | Î | GM | GP | DG  | Pct | Calificare |
| --- | -------------- | -- | - | - | - | -- | -- | --- | --- | ---------- |
| 1   | Chile          | 3  | 3 | 0 | 0 | 93 | 73 | +20 | 6   | Locul 25   |
| 2   | Coreea de Sud  | 3  | 2 | 0 | 1 | 97 | 86 | +11 | 4   | Locul 27   |
| 3   | Arabia Saudită | 3  | 1 | 0 | 2 | 74 | 87 | −13 | 2   | Locul 29   |
| 4   | Uruguay        | 3  | 0 | 0 | 3 | 81 | 99 | −18 | 0   | Locul 31   |

| 18 ianuarie 2023 15:30 | Chile            | 26–23   | Arabia Saudită | Orlen Arena, Płock Asistență: 600 Arbitri: Özdeniz, Erdoğan |
| 18 ianuarie 2023 15:30 | Er. Feuchtmann 7 | (12–13) | Al-Abdulali 7  | Orlen Arena, Płock Asistență: 600 Arbitri: Özdeniz, Erdoğan |
| 18 ianuarie 2023 15:30 | 3× 1×            | Raport  | 3× 2× 1×       | Orlen Arena, Płock Asistență: 600 Arbitri: Özdeniz, Erdoğan |

| 18 ianuarie 2023 18:00 | Uruguay | 30–37   | Coreea de Sud | Orlen Arena, Płock Asistență: 800 Arbitri: Emam, Hedaia |
| 18 ianuarie 2023 18:00 | Rubbo 8 | (15–23) | Ha M., Jin 6  | Orlen Arena, Płock Asistență: 800 Arbitri: Emam, Hedaia |
| 18 ianuarie 2023 18:00 | 4× 1×   | Raport  | 4× 2× 1×      | Orlen Arena, Płock Asistență: 800 Arbitri: Emam, Hedaia |

| 20 ianuarie 2023 15:30 | Chile            | 34–24   | Uruguay            | Orlen Arena, Płock Asistență: 600 Arbitri: García, Paolantoni |
| 20 ianuarie 2023 15:30 | Er. Feuchtmann 6 | (17–13) | De Agrela, Rubbo 4 | Orlen Arena, Płock Asistență: 600 Arbitri: García, Paolantoni |
| 20 ianuarie 2023 15:30 | 3× 1×            | raport  | 5× 1×              | Orlen Arena, Płock Asistență: 600 Arbitri: García, Paolantoni |

| 20 ianuarie 2023 18:00 | Arabia Saudită        | 23–34   | Coreea de Sud | Orlen Arena, Płock Asistență: 1.200 Arbitri: Santos, Fonseca |
| 20 ianuarie 2023 18:00 | Al-Abbas, Al-Hassan 4 | (12–17) | Jang 11       | Orlen Arena, Płock Asistență: 1.200 Arbitri: Santos, Fonseca |
| 20 ianuarie 2023 18:00 | 7× 1×                 | Raport  | 8×            | Orlen Arena, Płock Asistență: 1.200 Arbitri: Santos, Fonseca |

| 22 ianuarie 2023 15:30 | Coreea de Sud | 26–33   | Chile            | Orlen Arena, Płock Asistență: 650 Arbitri: Merz, Kuttler |
| 22 ianuarie 2023 15:30 | Kang 6        | (16–16) | Er. Feuchtmann 9 | Orlen Arena, Płock Asistență: 650 Arbitri: Merz, Kuttler |
| 22 ianuarie 2023 15:30 | 4× 2× 1×      | Raport  | 6×               | Orlen Arena, Płock Asistență: 650 Arbitri: Merz, Kuttler |

| 22 ianuarie 2023 18:00 | Arabia Saudită | 28–27   | Uruguay  | Orlen Arena, Płock Asistență: 1.250 Arbitri: Emam, Hedaia |
| 22 ianuarie 2023 18:00 | Al-Salem 8     | (15–14) | Rubbo 11 | Orlen Arena, Płock Asistență: 1.250 Arbitri: Emam, Hedaia |
| 22 ianuarie 2023 18:00 | 3× 1×          | Raport  | 5× 1×    | Orlen Arena, Płock Asistență: 1.250 Arbitri: Emam, Hedaia |

### Grupa II-a
| Loc | Echipa            | MJ | V | E | Î | GM  | GP | DG  | Pct | Calificare |
| --- | ----------------- | -- | - | - | - | --- | -- | --- | --- | ---------- |
| 1   | Tunisia           | 3  | 3 | 0 | 0 | 93  | 78 | +15 | 6   | Locul 25   |
| 2   | Macedonia de Nord | 3  | 2 | 0 | 1 | 108 | 83 | +25 | 4   | Locul 27   |
| 3   | Maroc             | 3  | 1 | 0 | 2 | 78  | 97 | −19 | 2   | Locul 29   |
| 4   | Algeria           | 3  | 0 | 0 | 3 | 77  | 98 | −21 | 0   | Locul 31   |

| 19 ianuarie 2023 15:30 | Algeria | 25–40   | Macedonia de Nord    | Orlen Arena, Płock Asistență: 600 Arbitri: Koo, Lee |
| 19 ianuarie 2023 15:30 | Daoud 5 | (11–19) | Manaskov, Peševski 7 | Orlen Arena, Płock Asistență: 600 Arbitri: Koo, Lee |
| 19 ianuarie 2023 15:30 | 4× 1×   | Raport  | 2×                   | Orlen Arena, Płock Asistență: 600 Arbitri: Koo, Lee |

| 19 ianuarie 2023 18:00 | Maroc      | 25–30   | Tunisia | Orlen Arena, Płock Asistență: 800 Arbitri: Santos, Fonseca |
| 19 ianuarie 2023 18:00 | Rezzouki 9 | (13–13) | Rzig 8  | Orlen Arena, Płock Asistență: 800 Arbitri: Santos, Fonseca |
| 19 ianuarie 2023 18:00 | 6× 1×      | Raport  | 6×      | Orlen Arena, Płock Asistență: 800 Arbitri: Santos, Fonseca |

| 21 ianuarie 2023 15:30 | Algeria | 27–28   | Maroc       | Orlen Arena, Płock Asistență: 900 Arbitri: Erdoğan, Özdeniz |
| 21 ianuarie 2023 15:30 | Abdi 7  | (15–13) | Harchaoui 5 | Orlen Arena, Płock Asistență: 900 Arbitri: Erdoğan, Özdeniz |
| 21 ianuarie 2023 15:30 | 4× 1×   | Raport  | 4× 2×       | Orlen Arena, Płock Asistență: 900 Arbitri: Erdoğan, Özdeniz |

| 21 ianuarie 2023 18:00 | Macedonia de Nord | 28–33   | Tunisia   | Orlen Arena, Płock Asistență: 1.300 Arbitri: Paolantoni, García |
| 21 ianuarie 2023 18:00 | Kuzmanovski 8     | (14–16) | Darmoul 7 | Orlen Arena, Płock Asistență: 1.300 Arbitri: Paolantoni, García |
| 21 ianuarie 2023 18:00 | 7× 1×             | Raport  | 9× 3× 1×  | Orlen Arena, Płock Asistență: 1.300 Arbitri: Paolantoni, García |

| 23 ianuarie 2023 15:30 | Tunisia     | 30–25   | Algeria | Orlen Arena, Płock Asistență: 800 Arbitri: Grillo, Lenci |
| 23 ianuarie 2023 15:30 | Boughanmi 8 | (15–12) | Abdi 8  | Orlen Arena, Płock Asistență: 800 Arbitri: Grillo, Lenci |
| 23 ianuarie 2023 15:30 | 2× 1×       | Raport  | 2×      | Orlen Arena, Płock Asistență: 800 Arbitri: Grillo, Lenci |

| 23 ianuarie 2023 18:00 | Macedonia de Nord | 40–25   | Maroc   | Orlen Arena, Płock Asistență: 1.050 Arbitri: Koo, Lee |
| 23 ianuarie 2023 18:00 | Kuzmanovski 8     | (18–12) | Zaher 8 | Orlen Arena, Płock Asistență: 1.050 Arbitri: Koo, Lee |
| 23 ianuarie 2023 18:00 | 3×                | Raport  | 1×      | Orlen Arena, Płock Asistență: 1.050 Arbitri: Koo, Lee |

### Meciul pentru locul 31
| 25 ianuarie 2023 13:00 | Uruguay           | 33–34   | Algeria        | Orlen Arena, Płock Asistență: 1.050 Arbitri: Lee, Koo |
| 25 ianuarie 2023 13:00 | Chaparro, Rubbo 6 | (17–16) | Arib, Yacine 6 | Orlen Arena, Płock Asistență: 1.050 Arbitri: Lee, Koo |
| 25 ianuarie 2023 13:00 | 2×                | Raport  | 4×             | Orlen Arena, Płock Asistență: 1.050 Arbitri: Lee, Koo |

### Meciul pentru locul 29
| 25 ianuarie 2023 15:30 | Arabia Saudită | 32–30   | Maroc        | Orlen Arena, Płock Asistență: 1.050 Arbitri: Merz, Kuttler |
| 25 ianuarie 2023 15:30 | Al-Salem 7     | (18–11) | Harchaoui 10 | Orlen Arena, Płock Asistență: 1.050 Arbitri: Merz, Kuttler |
| 25 ianuarie 2023 15:30 | 5× 1×          | Raport  | 2× 1×        | Orlen Arena, Płock Asistență: 1.050 Arbitri: Merz, Kuttler |

### Meciul pentru locul 27
| 25 ianuarie 2023 18:00 | Coreea de Sud | 33–36   | Macedonia de Nord | Orlen Arena, Płock Asistență: 1.400 Arbitri: Grillo, Lenci |
| 25 ianuarie 2023 18:00 | Jin 8         | (19–20) | Kuzmanovski 8     | Orlen Arena, Płock Asistență: 1.400 Arbitri: Grillo, Lenci |
| 25 ianuarie 2023 18:00 | 3× 1×         | Raport  | 5× 2×             | Orlen Arena, Płock Asistență: 1.400 Arbitri: Grillo, Lenci |

### Meciul pentru locul 25
| 25 ianuarie 2023 20:30 | Chile        | 26–38   | Tunisia | Orlen Arena, Płock Asistență: 2.000 Arbitri: Sekulić, Jovandić |
| 25 ianuarie 2023 20:30 | Feuchtmann 8 | (10–24) | Toumi 8 | Orlen Arena, Płock Asistență: 2.000 Arbitri: Sekulić, Jovandić |
| 25 ianuarie 2023 20:30 | 2×           | Raport  | 4× 2×   | Orlen Arena, Płock Asistență: 2.000 Arbitri: Sekulić, Jovandić |

## Grupele principale

### Grupa I
| Loc | Echipa      | MJ | V | E | Î | GM  | GP  | DG  | Pct | Calificare           |
| --- | ----------- | -- | - | - | - | --- | --- | --- | --- | -------------------- |
| 1   | Franța      | 5  | 5 | 0 | 0 | 165 | 134 | +31 | 10  | Sferturile de finală |
| 2   | Spania      | 5  | 4 | 0 | 1 | 149 | 124 | +25 | 8   | Sferturile de finală |
| 3   | Slovenia    | 5  | 3 | 0 | 2 | 158 | 133 | +25 | 6   |                      |
| 4   | Polonia (H) | 5  | 2 | 0 | 3 | 123 | 127 | −4  | 4   |                      |
| 5   | Muntenegru  | 5  | 1 | 0 | 4 | 126 | 154 | −28 | 2   |                      |
| 6   | Iran        | 5  | 0 | 0 | 5 | 125 | 174 | −49 | 0   |                      |

| 18 ianuarie 2023 15:30 | Iran                 | 21–38  | Slovenia | Tauron Arena, Cracovia Asistență: 1.206 Arbitri: Bíró, Kiss |
| 18 ianuarie 2023 15:30 | Oraei, Sadeghzadeh 4 | (9–20) | Makuc 6  | Tauron Arena, Cracovia Asistență: 1.206 Arbitri: Bíró, Kiss |
| 18 ianuarie 2023 15:30 | 3×                   | Raport | 5×       | Tauron Arena, Cracovia Asistență: 1.206 Arbitri: Bíró, Kiss |

| 18 ianuarie 2023 18:00 | Franța        | 35–24   | Muntenegru | Tauron Arena, Cracovia Asistență: 2.411 Arbitri: Kurtagic, Wetterwik |
| 18 ianuarie 2023 18:00 | Richardson 10 | (16–13) | Božović 6  | Tauron Arena, Cracovia Asistență: 2.411 Arbitri: Kurtagic, Wetterwik |
| 18 ianuarie 2023 18:00 | 3× 1×         | Raport  | 4× 1×      | Tauron Arena, Cracovia Asistență: 2.411 Arbitri: Kurtagic, Wetterwik |

| 18 ianuarie 2023 20:30 | Spania          | 27–23   | Polonia | Tauron Arena, Cracovia Asistență: 7.030 Arbitri: Hansen, Madsen |
| 18 ianuarie 2023 20:30 | Trei jucători 4 | (16–15) | Sićko 7 | Tauron Arena, Cracovia Asistență: 7.030 Arbitri: Hansen, Madsen |
| 18 ianuarie 2023 20:30 | 3× 1×           | Raport  | 2× 1×   | Tauron Arena, Cracovia Asistență: 7.030 Arbitri: Hansen, Madsen |

| 20 ianuarie 2023 15:30 | Slovenia  | 26–31   | Spania      | Tauron Arena, Cracovia Asistență: 2.100 Arbitri: Kurtagic, Wetterwik |
| 20 ianuarie 2023 15:30 | Dolenec 7 | (15–15) | Odriozola 6 | Tauron Arena, Cracovia Asistență: 2.100 Arbitri: Kurtagic, Wetterwik |
| 20 ianuarie 2023 15:30 | 4× 2×     | Raport  | 3×          | Tauron Arena, Cracovia Asistență: 2.100 Arbitri: Kurtagic, Wetterwik |

| 20 ianuarie 2023 18:00 | Iran            | 29–41   | Franța           | Tauron Arena, Cracovia Asistență: 4.150 Arbitri: A. Konjičanin, D. Konjičanin |
| 20 ianuarie 2023 18:00 | trei jucători 4 | (14–18) | Briet, Tournat 6 | Tauron Arena, Cracovia Asistență: 4.150 Arbitri: A. Konjičanin, D. Konjičanin |
| 20 ianuarie 2023 18:00 | 7×              | Raport  | 1×               | Tauron Arena, Cracovia Asistență: 4.150 Arbitri: A. Konjičanin, D. Konjičanin |

| 20 ianuarie 2023 20:30 | Muntenegru | 20–27  | Polonia       | Tauron Arena, Cracovia Asistență: 9.087 Arbitri: Brunner, Salah |
| 20 ianuarie 2023 20:30 | Vujović 6  | (8–11) | Jędraszczyk 6 | Tauron Arena, Cracovia Asistență: 9.087 Arbitri: Brunner, Salah |
| 20 ianuarie 2023 20:30 | 3×         | Raport | 3× 1×         | Tauron Arena, Cracovia Asistență: 9.087 Arbitri: Brunner, Salah |

| 22 ianuarie 2023 15:00 | Muntenegru | 23–31  | Slovenia | Tauron Arena, Cracovia Asistență: 3.200 Arbitri: Gubica, Milošević |
| 22 ianuarie 2023 15:00 | Vujačić 5  | (8–15) | Vlah 6   | Tauron Arena, Cracovia Asistență: 3.200 Arbitri: Gubica, Milošević |
| 22 ianuarie 2023 15:00 | 2×         | Raport | 5×       | Tauron Arena, Cracovia Asistență: 3.200 Arbitri: Gubica, Milošević |

| 22 ianuarie 2023 18:00 | Iran             | 22–26   | Polonia     | Tauron Arena, Cracovia Asistență: 11.221 Arbitri: Gatelis, Mažeika |
| 22 ianuarie 2023 18:00 | Oraei, Sadeghi 6 | (10–16) | Pietrasik 6 | Tauron Arena, Cracovia Asistență: 11.221 Arbitri: Gatelis, Mažeika |
| 22 ianuarie 2023 18:00 | 4× 1×            | Raport  | 2× 1×       | Tauron Arena, Cracovia Asistență: 11.221 Arbitri: Gatelis, Mažeika |

| 22 ianuarie 2023 21:00 | Spania      | 26–28   | Franța          | Tauron Arena, Cracovia Asistență: 7.000 Arbitri: Nachevski, Nikolv |
| 22 ianuarie 2023 21:00 | Fernández 7 | (13–13) | Trei jucători 4 | Tauron Arena, Cracovia Asistență: 7.000 Arbitri: Nachevski, Nikolv |
| 22 ianuarie 2023 21:00 | 5×          | Raport  | 3×              | Tauron Arena, Cracovia Asistență: 7.000 Arbitri: Nachevski, Nikolv |

### Grupa a II-a
| Loc | Echipa      | MJ | V | E | Î | GM  | GP  | DG  | Pct | Calificare           |
| --- | ----------- | -- | - | - | - | --- | --- | --- | --- | -------------------- |
| 1   | Suedia (H)  | 5  | 5 | 0 | 0 | 164 | 133 | +31 | 10  | Sferturile de finală |
| 2   | Ungaria     | 5  | 3 | 0 | 2 | 148 | 147 | +1  | 6   | Sferturile de finală |
| 3   | Islanda     | 5  | 3 | 0 | 2 | 169 | 158 | +11 | 6   |                      |
| 4   | Portugalia  | 5  | 2 | 1 | 2 | 146 | 133 | +13 | 5   |                      |
| 5   | Brazilia    | 5  | 1 | 1 | 3 | 138 | 151 | −13 | 3   |                      |
| 6   | Capul Verde | 5  | 0 | 0 | 5 | 138 | 181 | −43 | 0   |                      |

| 18 ianuarie 2023 15:30 | Portugalia | 28–28   | Brazilia  | Scandinavium, Göteborg Asistență: 2.301 Arbitri: C. Bonaventura, J. Bonaventura |
| 18 ianuarie 2023 15:30 | Areia 7    | (12–11) | Dupoux 10 | Scandinavium, Göteborg Asistență: 2.301 Arbitri: C. Bonaventura, J. Bonaventura |
| 18 ianuarie 2023 15:30 | 1×         | Raport  | 3×        | Scandinavium, Göteborg Asistență: 2.301 Arbitri: C. Bonaventura, J. Bonaventura |

| 18 ianuarie 2023 18:00 | Capul Verde | 30–40   | Islanda      | Scandinavium, Göteborg Asistență: 5.723 Arbitri: Belkhiri, Hamidi |
| 18 ianuarie 2023 18:00 | Pina 11     | (13–18) | Guðjónsson 6 | Scandinavium, Göteborg Asistență: 5.723 Arbitri: Belkhiri, Hamidi |
| 18 ianuarie 2023 18:00 | 4×          | Raport  | 3× 1×        | Scandinavium, Göteborg Asistență: 5.723 Arbitri: Belkhiri, Hamidi |

| 18 ianuarie 2023 20:30 | Suedia  | 37–28   | Ungaria | Scandinavium, Göteborg Asistență: 9.256 Arbitri: Schulze, Tönnies |
| 18 ianuarie 2023 20:30 | Wanne 9 | (18–14) | Rosta 7 | Scandinavium, Göteborg Asistență: 9.256 Arbitri: Schulze, Tönnies |
| 18 ianuarie 2023 20:30 | 2×      | Raport  | 3× 1×   | Scandinavium, Göteborg Asistență: 9.256 Arbitri: Schulze, Tönnies |

| 20 ianuarie 2023 15:30 | Capul Verde | 23–35   | Portugalia | Scandinavium, Göteborg Asistență: 3.110 Arbitri: Merz, Kuttler |
| 20 ianuarie 2023 15:30 | Pina 6      | (12–14) | Areia 9    | Scandinavium, Göteborg Asistență: 3.110 Arbitri: Merz, Kuttler |
| 20 ianuarie 2023 15:30 | 8× 1×       | Raport  | 2×         | Scandinavium, Göteborg Asistență: 3.110 Arbitri: Merz, Kuttler |

| 20 ianuarie 2023 18:00 | Brazilia         | 25–28   | Ungaria | Scandinavium, Göteborg Asistență: 7.317 Arbitri: Pavićević, Ražnatović |
| 20 ianuarie 2023 18:00 | Monta da Silva 6 | (14–14) | Lékai 7 | Scandinavium, Göteborg Asistență: 7.317 Arbitri: Pavićević, Ražnatović |
| 20 ianuarie 2023 18:00 | 3× 1×            | Raport  | 6× 1×   | Scandinavium, Göteborg Asistență: 7.317 Arbitri: Pavićević, Ražnatović |

| 20 ianuarie 2023 20:30 | Islanda   | 30–35   | Suedia   | Scandinavium, Göteborg Asistență: 11.801 Arbitri: Nachevski, Nikolov |
| 20 ianuarie 2023 20:30 | Elísson 8 | (16–17) | Pellas 8 | Scandinavium, Göteborg Asistență: 11.801 Arbitri: Nachevski, Nikolov |
| 20 ianuarie 2023 20:30 | 4× 1×     | Raport  | 5× 1×    | Scandinavium, Göteborg Asistență: 11.801 Arbitri: Nachevski, Nikolov |

| 22 ianuarie 2023 15:30 | Capul Verde | 30–42   | Ungaria         | Scandinavium, Göteborg Asistență: 3.899 Arbitri: Sekulić, Jovandić |
| 22 ianuarie 2023 15:30 | B. Landim 8 | (15–22) | trei jucători 7 | Scandinavium, Göteborg Asistență: 3.899 Arbitri: Sekulić, Jovandić |
| 22 ianuarie 2023 15:30 | 4×          | Raport  | 1×              | Scandinavium, Göteborg Asistență: 3.899 Arbitri: Sekulić, Jovandić |

| 22 ianuarie 2023 15:30 | Brazilia | 37–41   | Islanda   | Scandinavium, Göteborg Asistență: 9.871 Arbitri: K. Gasmi, R. Gasmi |
| 22 ianuarie 2023 15:30 | Dupoux 8 | (22–18) | Elísson 9 | Scandinavium, Göteborg Asistență: 9.871 Arbitri: K. Gasmi, R. Gasmi |
| 22 ianuarie 2023 15:30 | 3× 1×    | Raport  | 6× 1×     | Scandinavium, Göteborg Asistență: 9.871 Arbitri: K. Gasmi, R. Gasmi |

| 22 ianuarie 2023 20:30 | Suedia       | 32–30   | Portugalia | Scandinavium, Göteborg Asistență: 11.670 Arbitri: C. Bonaventura, J. Bonaventura |
| 22 ianuarie 2023 20:30 | Pettersson 8 | (13–14) | Areia 8    | Scandinavium, Göteborg Asistență: 11.670 Arbitri: C. Bonaventura, J. Bonaventura |
| 22 ianuarie 2023 20:30 | 1×           | Raport  | 6× 2×      | Scandinavium, Göteborg Asistență: 11.670 Arbitri: C. Bonaventura, J. Bonaventura |

### Grupa a III-a
| Loc | Echipa        | MJ | V | E | Î | GM  | GP  | DG  | Pct | Calificare           |
| --- | ------------- | -- | - | - | - | --- | --- | --- | --- | -------------------- |
| 1   | Norvegia      | 5  | 5 | 0 | 0 | 148 | 118 | +30 | 10  | Sferturile de finală |
| 2   | Germania      | 5  | 4 | 0 | 1 | 163 | 133 | +30 | 8   | Sferturile de finală |
| 3   | Serbia        | 5  | 3 | 0 | 2 | 155 | 141 | +14 | 6   |                      |
| 4   | Țările de Jos | 5  | 2 | 0 | 3 | 143 | 141 | +2  | 4   |                      |
| 5   | Argentina     | 5  | 1 | 0 | 4 | 107 | 150 | −43 | 2   |                      |
| 6   | Qatar         | 5  | 0 | 0 | 5 | 120 | 153 | −33 | 0   |                      |

| 19 ianuarie 2023 15:30 | Qatar     | 30–32   | Țările de Jos      | Spodek, Katowice Asistență: 1.900 Arbitri: Gatelis, Mažeika |
| 19 ianuarie 2023 15:30 | Madadi 11 | (19–15) | Smits, Ten Velde 8 | Spodek, Katowice Asistență: 1.900 Arbitri: Gatelis, Mažeika |
| 19 ianuarie 2023 15:30 | 6×        | Raport  | 6× 1×              | Spodek, Katowice Asistență: 1.900 Arbitri: Gatelis, Mažeika |

| 19 ianuarie 2023 18:00 | Germania        | 39–19   | Argentina       | Spodek, Katowice Asistență: 3.150 Arbitri: Horáček, Novotný |
| 19 ianuarie 2023 18:00 | trei jucîtori 5 | (24–11) | Martínez Cami 5 | Spodek, Katowice Asistență: 3.150 Arbitri: Horáček, Novotný |
| 19 ianuarie 2023 18:00 | 3×              | Raport  | 4×              | Spodek, Katowice Asistență: 3.150 Arbitri: Horáček, Novotný |

| 19 ianuarie 2023 20:30 | Norvegia            | 31–28   | Serbia          | Spodek, Katowice Asistență: 3.500 Arbitri: Brunner, Salah |
| 19 ianuarie 2023 20:30 | Barthold, Sagosen 5 | (14–17) | Trei jucători 5 | Spodek, Katowice Asistență: 3.500 Arbitri: Brunner, Salah |
| 19 ianuarie 2023 20:30 | 3× 1×               | Raport  | 4×              | Spodek, Katowice Asistență: 3.500 Arbitri: Brunner, Salah |

| 21 ianuarie 2023 15:30 | Serbia        | 28–22   | Argentina  | Spodek, Katowice Asistență: 2.500 Arbitri: Belkhiri, Hamidi |
| 21 ianuarie 2023 15:30 | Radivojević 6 | (12–10) | Lombardi 9 | Spodek, Katowice Asistență: 2.500 Arbitri: Belkhiri, Hamidi |
| 21 ianuarie 2023 15:30 | 5× 1×         | Raport  | 4× 1×      | Spodek, Katowice Asistență: 2.500 Arbitri: Belkhiri, Hamidi |

| 21 ianuarie 2023 18:00 | Qatar     | 17–30  | Norvegia                | Spodek, Katowice Asistență: 5.100 Arbitri: Bíró, Kiss |
| 21 ianuarie 2023 18:00 | Abdalla 5 | (9–14) | Bjørnsen, Johannessen 6 | Spodek, Katowice Asistență: 5.100 Arbitri: Bíró, Kiss |
| 21 ianuarie 2023 18:00 | 2×        | Raport | 1×                      | Spodek, Katowice Asistență: 5.100 Arbitri: Bíró, Kiss |

| 21 ianuarie 2023 20:30 | Țările de Jos | 26–33   | Germania | Spodek, Katowice Asistență: 6.250 Arbitri: Madsen, Hansen |
| 21 ianuarie 2023 20:30 | Smits 6       | (12–15) | Knorr 9  | Spodek, Katowice Asistență: 6.250 Arbitri: Madsen, Hansen |
| 21 ianuarie 2023 20:30 | 2× 1×         | Raport  | 4× 1×    | Spodek, Katowice Asistență: 6.250 Arbitri: Madsen, Hansen |

| 23 ianuarie 2023 15:30 | Qatar    | 22–26  | Argentina | Spodek, Katowice Asistență: 1.850 Arbitri: Santos, Fonseca |
| 23 ianuarie 2023 15:30 | Madadi 8 | (9–12) | Pizarro 9 | Spodek, Katowice Asistență: 1.850 Arbitri: Santos, Fonseca |
| 23 ianuarie 2023 15:30 | 3× 1×    | Raport | 4×        | Spodek, Katowice Asistență: 1.850 Arbitri: Santos, Fonseca |

| 23 ianuarie 2023 18:00 | Serbia          | 32–30   | Țările de Jos | Spodek, Katowice Asistență: 5.100 Arbitri: Horáček, Novotný |
| 23 ianuarie 2023 18:00 | Milosavljević 9 | (15–17) | Baijens 7     | Spodek, Katowice Asistență: 5.100 Arbitri: Horáček, Novotný |
| 23 ianuarie 2023 18:00 | 4× 1×           | Raport  | 9× 1×         | Spodek, Katowice Asistență: 5.100 Arbitri: Horáček, Novotný |

| 23 ianuarie 2023 20:30 | Germania | 26–28   | Norvegia      | Spodek, Katowice Asistență: 4.100 Arbitri: Gubica, Milošević |
| 23 ianuarie 2023 20:30 | Knorr 8  | (16–18) | Johannessen 5 | Spodek, Katowice Asistență: 4.100 Arbitri: Gubica, Milošević |
| 23 ianuarie 2023 20:30 | 1×       | Raport  | 4× 1×         | Spodek, Katowice Asistență: 4.100 Arbitri: Gubica, Milošević |

### Grupa a IV-a
| Loc | Echipa        | MJ | V | E | Î | GM  | GP  | DG  | Pct | Calificare           |
| --- | ------------- | -- | - | - | - | --- | --- | --- | --- | -------------------- |
| 1   | Danemarca     | 5  | 4 | 1 | 0 | 174 | 130 | +44 | 9   | Sferturile de finală |
| 2   | Egipt         | 5  | 4 | 0 | 1 | 150 | 118 | +32 | 8   | Sferturile de finală |
| 3   | Croația       | 5  | 3 | 1 | 1 | 171 | 143 | +28 | 7   |                      |
| 4   | Bahrain       | 5  | 2 | 0 | 3 | 137 | 160 | −23 | 4   |                      |
| 5   | Statele Unite | 5  | 1 | 0 | 4 | 113 | 162 | −49 | 2   |                      |
| 6   | Belgia        | 5  | 0 | 0 | 5 | 132 | 164 | −32 | 0   |                      |

| 19 ianuarie 2023 15:30 | Statele Unite | 27–32   | Bahrain      | Malmö Arena, Malmö Asistență: 1.891 Arbitri: K. Gasmi, R. Gasmi |
| 19 ianuarie 2023 15:30 | Hoddersen 6   | (13–17) | Al-Sayyad 11 | Malmö Arena, Malmö Asistență: 1.891 Arbitri: K. Gasmi, R. Gasmi |
| 19 ianuarie 2023 15:30 | 3× 1×         | Raport  | 4×           | Malmö Arena, Malmö Asistență: 1.891 Arbitri: K. Gasmi, R. Gasmi |

| 19 ianuarie 2023 18:00 | Egipt     | 33–28   | Belgia   | Malmö Arena, Malmö Asistență: 8.784 Arbitri: Lah, Sok |
| 19 ianuarie 2023 18:00 | Mahmoud 7 | (22–15) | Danesi 9 | Malmö Arena, Malmö Asistență: 8.784 Arbitri: Lah, Sok |
| 19 ianuarie 2023 18:00 | 3×        | Raport  | 4× 1×    | Malmö Arena, Malmö Asistență: 8.784 Arbitri: Lah, Sok |

| 19 ianuarie 2023 20:30 | Danemarca | 22–22   | Croația | Malmö Arena, Malmö Asistență: 10.420 Arbitri: García, Marín |
| 19 ianuarie 2023 20:30 | Pytlick 9 | (15–16) | Šipić 9 | Malmö Arena, Malmö Asistență: 10.420 Arbitri: García, Marín |
| 19 ianuarie 2023 20:30 | 5×        | Raport  | 8× 2×   | Malmö Arena, Malmö Asistență: 10.420 Arbitri: García, Marín |

| 21 ianuarie 2023 15:30 | Bahrain    | 22–26  | Egipt      | Malmö Arena, Malmö Asistență: 7.002 Arbitri: García, Marín |
| 21 ianuarie 2023 15:30 | A. Merza 6 | (9–13) | El-Deraa 5 | Malmö Arena, Malmö Asistență: 7.002 Arbitri: García, Marín |
| 21 ianuarie 2023 15:30 | 2×         | Raport | 1×         | Malmö Arena, Malmö Asistență: 7.002 Arbitri: García, Marín |

| 21 ianuarie 2023 18:00 | Croația   | 34–26   | Belgia          | Malmö Arena, Malmö Asistență: 11.008 Arbitri: Kleven, Jørum |
| 21 ianuarie 2023 18:00 | Jelinić 6 | (21–13) | trei jucători 4 | Malmö Arena, Malmö Asistență: 11.008 Arbitri: Kleven, Jørum |
| 21 ianuarie 2023 18:00 | 5×        | Raport  | 3×              | Malmö Arena, Malmö Asistență: 11.008 Arbitri: Kleven, Jørum |

| 21 ianuarie 2023 20:30 | Statele Unite | 24–33   | Danemarca   | Malmö Arena, Malmö Asistență: 12.482 Arbitri: Grillo, Lenci |
| 21 ianuarie 2023 20:30 | Hoddersen 5   | (10–18) | Jørgensen 8 | Malmö Arena, Malmö Asistență: 12.482 Arbitri: Grillo, Lenci |
| 21 ianuarie 2023 20:30 | 4×            | Raport  | 2×          | Malmö Arena, Malmö Asistență: 12.482 Arbitri: Grillo, Lenci |

| 23 ianuarie 2023 15:30 | Statele Unite    | 24–22   | Belgia          | Malmö Arena, Malmö Asistență: 4.745 Arbitri: Schulze, Tönnies |
| 23 ianuarie 2023 15:30 | patru jucători 4 | (14–12) | Kotters, Ooms 4 | Malmö Arena, Malmö Asistență: 4.745 Arbitri: Schulze, Tönnies |
| 23 ianuarie 2023 15:30 | 4×               | Raport  | 1×              | Malmö Arena, Malmö Asistență: 4.745 Arbitri: Schulze, Tönnies |

| 23 ianuarie 2023 18:00 | Croația               | 43–32   | Bahrain  | Malmö Arena, Malmö Asistență: 11.542 Arbitri: Kleven, Jørum |
| 23 ianuarie 2023 18:00 | Glavaš, Martinović 11 | (17–16) | Qambar 7 | Malmö Arena, Malmö Asistență: 11.542 Arbitri: Kleven, Jørum |
| 23 ianuarie 2023 18:00 | 3× 1×                 | Raport  | 4×       | Malmö Arena, Malmö Asistență: 11.542 Arbitri: Kleven, Jørum |

| 23 ianuarie 2023 20:30 | Egipt      | 25–30   | Danemarca         | Malmö Arena, Malmö Asistență: 12.353 Arbitri: Lah, Sok |
| 23 ianuarie 2023 20:30 | Abdelhak 6 | (12–17) | Gidsel, Pytlick 8 | Malmö Arena, Malmö Asistență: 12.353 Arbitri: Lah, Sok |
| 23 ianuarie 2023 20:30 | 5×         | Raport  | 4× 1×             | Malmö Arena, Malmö Asistență: 12.353 Arbitri: Lah, Sok |

## Fazele eliminatorii

### Tablou
|  | Sferturi de finală | Sferturi de finală |                  |    | Semifinale | Semifinale |  |  | Finala | Finala |
|  |                    |                    |                  |    |            |            |  |  |        |        |
|  | 25 ianuarie 2023   |                    |                  |    |            |            |  |  |        |        |
|  |                    |                    |                  |    |            |            |  |  |        |        |
|  | Franța             | 35                 |                  |    |            |            |  |  |        |        |
|  | Franța             | 35                 | 27 ianuarie 2023 |    |            |            |  |  |        |        |
|  | Germania           | 28                 |                  |    |            |            |  |  |        |        |
|  | Germania           | 28                 | Franța           | 31 |            |            |  |  |        |        |
|  | 25 ianuarie 2023   |                    | Franța           | 31 |            |            |  |  |        |        |
|  |                    | Suedia             | 26               |    |            |            |  |  |        |        |
|  | Suedia             | Suedia             | 26               | 26 |            |            |  |  |        |        |
|  | Suedia             |                    | 29 ianuarie 2023 | 26 |            |            |  |  |        |        |
|  | Egipt              | 22                 |                  |    |            |            |  |  |        |        |
|  | Egipt              | 22                 | Danemarca        | 34 |            |            |  |  |        |        |
|  | 25 ianuarie 2023   |                    | Danemarca        | 34 |            |            |  |  |        |        |
|  |                    | Franța             | 29               |    |            |            |  |  |        |        |
|  | Norvegia           | Franța             | 29               | 34 |            |            |  |  |        |        |
|  | Norvegia           | 27 ianuarie 2023   |                  | 34 |            |            |  |  |        |        |
|  | Spania             | 35                 |                  |    |            |            |  |  |        |        |
|  | Spania             | 35                 | Spania           | 23 |            |            |  |  |        |        |
|  | 25 ianuarie 2023   |                    | Spania           | 23 |            |            |  |  |        |        |
|  |                    | Danemarca          | 26               |    | Semifinale | Semifinale |  |  |        |        |
|  | Danemarca          | Danemarca          | 26               | 40 | Semifinale | Semifinale |  |  |        |        |
|  | Danemarca          |                    | 29 ianuarie 2023 | 40 |            |            |  |  |        |        |
|  | Ungaria            | 23                 |                  |    |            |            |  |  |        |        |
|  | Ungaria            | 23                 | Spania           | 39 |            |            |  |  |        |        |
|  |                    |                    |                  |    |            |            |  |  |        |        |
|  | Suedia             | 36                 |                  |    |            |            |  |  |        |        |
|  | Suedia             | 36                 |                  |    |            |            |  |  |        |        |

### Sferturile de finală
| 25 ianuarie 2023 18:00 | Danemarca | 40–23   | Ungaria       | Tele2 Arena, Stockholm Asistență: 11.338 Arbitri: Brunner, Salah |
| 25 ianuarie 2023 18:00 | Gidsel 9  | (21–12) | Bodó, Lékai 6 | Tele2 Arena, Stockholm Asistență: 11.338 Arbitri: Brunner, Salah |
| 25 ianuarie 2023 18:00 | 3×        | Raport  | 4×            | Tele2 Arena, Stockholm Asistență: 11.338 Arbitri: Brunner, Salah |

| 25 ianuarie 2023 18:00 | Norvegia                  | 34–35 (Prel.) | Spania            | Ergo Arena, Gdańsk Asistență: 5.489 Arbitri: Lah, Sok |
| 25 ianuarie 2023 18:00 | Bjørnsen 9                | (13–12)       | Fernández Pérez 8 | Ergo Arena, Gdańsk Asistență: 5.489 Arbitri: Lah, Sok |
| 25 ianuarie 2023 18:00 | 6×                        | Raport        | 3× 1×             | Ergo Arena, Gdańsk Asistență: 5.489 Arbitri: Lah, Sok |
| 25 ianuarie 2023 18:00 | FT: 25–25 Prel.: 4–4, 5–6 |               |                   | Ergo Arena, Gdańsk Asistență: 5.489 Arbitri: Lah, Sok |

| 25 ianuarie 2023 20:30 | Suedia   | 26–22  | Egipt             | Tele2 Arena, Stockholm Asistență: 16.215 Arbitri: García, Marin |
| 25 ianuarie 2023 20:30 | Ekberg 6 | (14–9) | Kaddah, Mahmoud 5 | Tele2 Arena, Stockholm Asistență: 16.215 Arbitri: García, Marin |
| 25 ianuarie 2023 20:30 | 4×       | Raport | 1×                | Tele2 Arena, Stockholm Asistență: 16.215 Arbitri: García, Marin |

| 25 ianuarie 2023 20:30 | Franța             | 35–28   | Germania | Ergo Arena, Gdańsk Asistență: 526 Arbitri: Hansen, Madsen |
| 25 ianuarie 2023 20:30 | Fabergas, Remili 5 | (16–16) | Golla 6  | Ergo Arena, Gdańsk Asistență: 526 Arbitri: Hansen, Madsen |
| 25 ianuarie 2023 20:30 | 3×                 | Raport  | 1×       | Ergo Arena, Gdańsk Asistență: 526 Arbitri: Hansen, Madsen |

### Semifinale
| 27 ianuarie 2023 18:00 | Spania       | 23–26   | Danemarca | Ergo Arena, Gdańsk Asistență: 6.567 Arbitri: Schulze, Tönnies |
| 27 ianuarie 2023 18:00 | Dujshebaev 5 | (10–15) | Pytlick 6 | Ergo Arena, Gdańsk Asistență: 6.567 Arbitri: Schulze, Tönnies |
| 27 ianuarie 2023 18:00 | 3× 1×        | Raport  | 3×        | Ergo Arena, Gdańsk Asistență: 6.567 Arbitri: Schulze, Tönnies |

| 27 ianuarie 2023 21:00 | Franța     | 31–26   | Suedia      | Tele2 Arena, Stockholm Asistență: 19.128 Arbitri: Horáček, Novotný |
| 27 ianuarie 2023 21:00 | Fabergas 6 | (16–12) | Johansson 5 | Tele2 Arena, Stockholm Asistență: 19.128 Arbitri: Horáček, Novotný |
| 27 ianuarie 2023 21:00 | 3×         | raport  | 4× 1×       | Tele2 Arena, Stockholm Asistență: 19.128 Arbitri: Horáček, Novotný |

### Locurile 5-8 din play-off
|  | Semifinale       | Semifinale       |    |                  | Finala           | Finala |  |
|  |                  |                  |    |                  |                  |        |  |
|  | 27 ianuarie 2023 |                  |    |                  |                  |        |  |
|  | Germania         | 35               |    |                  |                  |        |  |
|  | Egipt            | 34               |    |                  |                  |        |  |
|  |                  |                  |    |                  |                  |        |  |
|  |                  |                  |    |                  | 29 ianuarie 2023 |        |  |
|  |                  |                  |    |                  | Germania         | 28     |  |
|  |                  | Norvegia         | 24 |                  |                  |        |  |
|  |                  |                  |    |                  |                  |        |  |
|  |                  |                  |    |                  |                  |        |  |
|  |                  |                  |    |                  | Finala mică      |        |  |
|  | 27 ianuarie 2023 | 27 ianuarie 2023 |    | 29 ianuarie 2023 | 29 ianuarie 2023 |        |  |
|  | Norvegia         | 33               |    | Egipt            | 36               |        |  |
|  | Ungaria          | 25               |    |                  | Ungaria          | 35     |  |

### Semifinalele pentru locurile 5-8
| 27 ianuarie 2023 15:30 | Germania             | 35–34 (Prel.) | Egipt            | Tele2 Arena, Stockholm Asistență: 3.604 Arbitri: Nachevski, Nikolov |
| 27 ianuarie 2023 15:30 | Knorr 7              | (17–14)       | El-Deraa, Zein 7 | Tele2 Arena, Stockholm Asistență: 3.604 Arbitri: Nachevski, Nikolov |
| 27 ianuarie 2023 15:30 | 4× 1×                | Raport        | 2× 1×            | Tele2 Arena, Stockholm Asistență: 3.604 Arbitri: Nachevski, Nikolov |
| 27 ianuarie 2023 15:30 | FT: 30–30 Prel.: 5–4 |               |                  | Tele2 Arena, Stockholm Asistență: 3.604 Arbitri: Nachevski, Nikolov |

| 27 ianuarie 2023 18:00 | Norvegia  | 33–25   | Ungaria | Tele2 Arena, Stockholm Asistență: 9.081 Arbitri: C. Bonaventura, J. Bonaventura |
| 27 ianuarie 2023 18:00 | Sagosen 7 | (16–13) | Lékai 6 | Tele2 Arena, Stockholm Asistență: 9.081 Arbitri: C. Bonaventura, J. Bonaventura |
| 27 ianuarie 2023 18:00 | 2×        | Raport  | 2× 1×   | Tele2 Arena, Stockholm Asistență: 9.081 Arbitri: C. Bonaventura, J. Bonaventura |

### Meciul pentru locul șapte
| 29 ianuarie 2023 13:00 | Egipt                     | 36–35 (Prel.) | Ungaria       | Tele2 Arena, Stockholm Asistență: 8.960 Arbitri: Kurtagic, Wetterwik |
| 29 ianuarie 2023 13:00 | Zein 12                   | (17–11)       | Bodó, Lékai 7 | Tele2 Arena, Stockholm Asistență: 8.960 Arbitri: Kurtagic, Wetterwik |
| 29 ianuarie 2023 13:00 | 3× 1×                     | Raport        | 6× 2×         | Tele2 Arena, Stockholm Asistență: 8.960 Arbitri: Kurtagic, Wetterwik |
| 29 ianuarie 2023 13:00 | FT: 28–28 Prel.: 3–3, 5–4 |               |               | Tele2 Arena, Stockholm Asistență: 8.960 Arbitri: Kurtagic, Wetterwik |

### Meciul pentru locul cinci
| 29 ianuarie 2023 15:30 | Germania        | 28–24   | Norvegia   | Tele2 Arena, Stockholm Asistență: 6.260 Arbitri: García, María |
| 29 ianuarie 2023 15:30 | Trei jucători 5 | (16–13) | Gullerud 6 | Tele2 Arena, Stockholm Asistență: 6.260 Arbitri: García, María |
| 29 ianuarie 2023 15:30 | 4×              | Raport  | 2× 1×      | Tele2 Arena, Stockholm Asistență: 6.260 Arbitri: García, María |

### Finala mică
| 29 ianuarie 2023 18:00 | Spania     | 39–36   | Suedia  | Tele2 Arena, Stockholm Asistență: 22.650 Arbitri: C. Bonaventura, J. Bonaventura |
| 29 ianuarie 2023 18:00 | Figueras 9 | (18–22) | Wanne 9 | Tele2 Arena, Stockholm Asistență: 22.650 Arbitri: C. Bonaventura, J. Bonaventura |
| 29 ianuarie 2023 18:00 | 5× 1×      | Raport  | 3× 2×   | Tele2 Arena, Stockholm Asistență: 22.650 Arbitri: C. Bonaventura, J. Bonaventura |

### Finala
| 29 ianuarie 2023 20:30 | Danemarca | 34–29   | Franța   | Tele2 Arena, Stockholm Asistență: 23.050 Arbitri: Nachevski, Nikolov |
| 29 ianuarie 2023 20:30 | Lauge 10  | (16–15) | Remili 6 | Tele2 Arena, Stockholm Asistență: 23.050 Arbitri: Nachevski, Nikolov |
| 29 ianuarie 2023 20:30 | 4× 1×     | Raport  | 3×       | Tele2 Arena, Stockholm Asistență: 23.050 Arbitri: Nachevski, Nikolov |

## Clasamentul final
Locurile de la 1 la 4 și de la 25 la 32 vor fi decise ca urmare a play-off-ului sau a fazelor eliminatorii. Echipele învinse în sferturile de finală se vor clasa pe locurile 5-8, în funcție de locurile din grupele principale, de punctele obținute și de diferența de goluri. Echipele clasate pe locul 3 în fiecare din grupele principale se vor clasa pe locurile 17-20. Echipele clasate pe locul 6 în fiecare din grupele principale se vor clasa pe locurile 21-24. În caz de egalitate de puncte, se va lua în calcul diferența de goluri din grupele principale, apoi numărul de goluri marcate. Dacă echipele rămân în continuare la egalitate, numărul de puncte câștigate în grupele preliminare va fi următorul criteriu de departajare, urmat de diferența de goluri, și apoi de numărul de goluri marcate în grupele preliminare. 
| Loc | Echipă            |
| --- | ----------------- |
| 1   | Danemarca         |
| 2   | Franța            |
| 3   | Spania            |
| 4   | Suedia            |
| 5   | Germania          |
| 6   | Norvegia          |
| 7   | Egipt             |
| 8   | Ungaria           |
| 9   | Croația           |
| 10  | Slovenia          |
| 11  | Serbia            |
| 12  | Islanda           |
| 13  | Portugalia        |
| 14  | Țările de Jos     |
| 15  | Polonia           |
| 16  | Bahrain           |
| 17  | Brazilia          |
| 18  | Muntenegru        |
| 19  | Argentina         |
| 20  | Statele Unite     |
| 21  | Belgia            |
| 22  | Qatar             |
| 23  | Capul Verde       |
| 24  | Iran              |
| 25  | Tunisia           |
| 26  | Chile             |
| 27  | Macedonia de Nord |
| 28  | Coreea de Sud     |
| 29  | Arabia Saudită    |
| 30  | Maroc             |
| 31  | Algeria           |
| 32  | Uruguay           |

|  | Calificată la Jocurile Olimpice din 2024 și la Campionatul Mondial din 2025 |